# Ford Escort
A Ford Escort egy alsó középkategóriás autó, melyet a Ford of Europe gyártott 1967 és 2004 között. A Ford Escort nevet Észak-Amerikában is alkalmazták, egy 1981 és 2003 között gyártott járműre. 2014-ben Kínában ismét visszatért az Escort típusnév: egy a második generációs Ford Focuson alapuló autót neveztek el így.

## Ford Escort 100E (1955–1961)

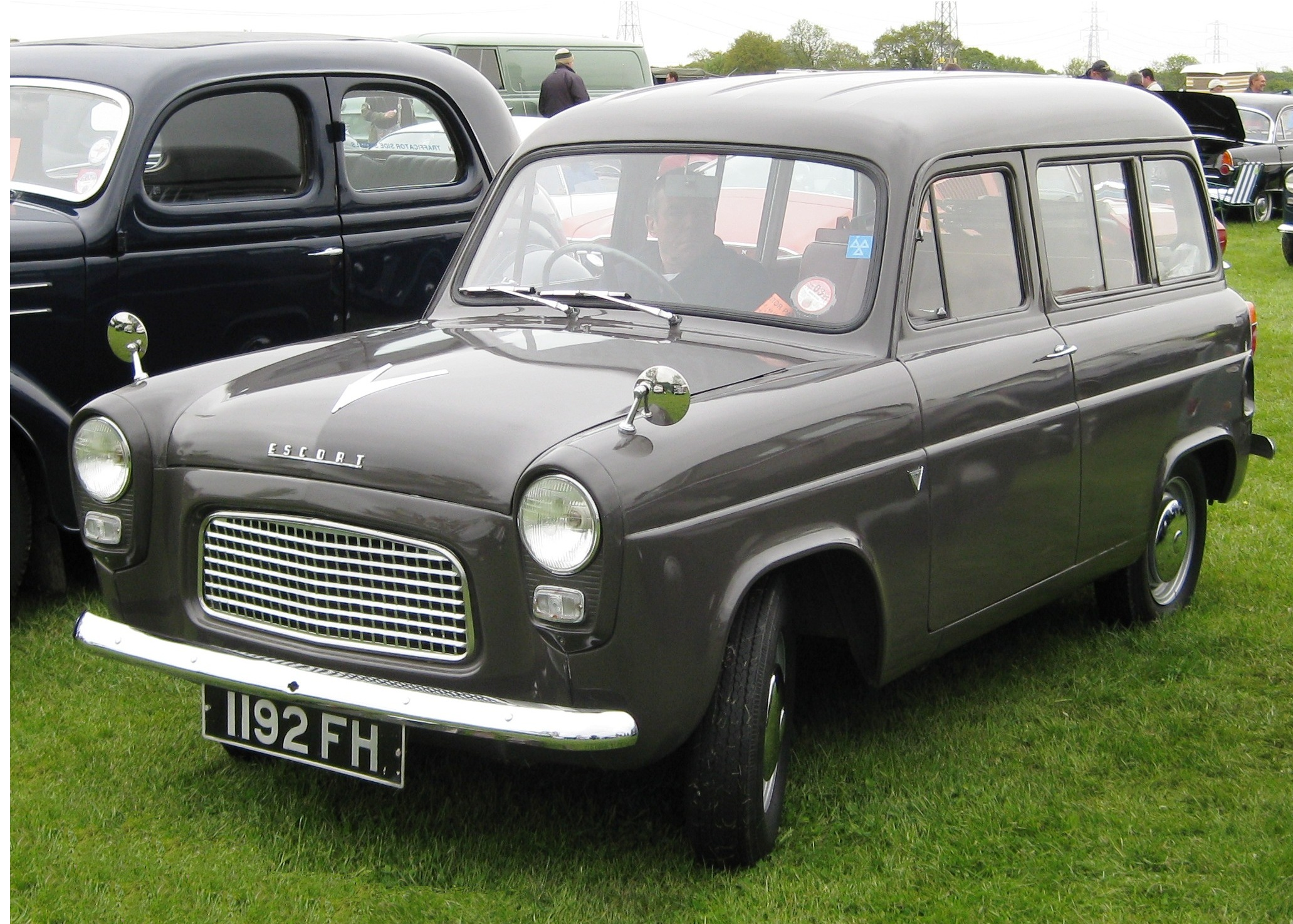
Ford Escort 100E

A Ford Escort név először az 1950-es években jelent meg. A Ford Anglia 100E Ford Squire nevű kombi változatának alacsony felszereltségű változatát nevezték így.

## Első generáció (1967–1975)
Az első generációs Ford Escortot 1967 végén mutatták be az Egyesült Királyságban, míg szélesebb közönség előtt az 1968 januári Brüsszeli Autószalonon mutatkozott be. A Ford európai részlege a hosszú időn át gyártott, sikeres Anglia leváltására tervezte a modellt. Az Escort gyártása elsőként Angliában, a halewoodi gyárban kezdődött meg, 1967 utolsó hónapjaiban, míg az Európa kontinentális részére szánt balkormányos változatok gyártása 1968 szeptemberében indult be, Genkben, Belgiumban. Az Egyesült Királyságban gyártott darabok eleinte némileg eltértek az Európa többi részén kaphatóktól, például az első futómű hangolása és a kormányáttétel is más volt, továbbá a Genkben készülő Escortok dupla hidraulikakörös fékeket kaptak és szélesebb felnik kerültek rájuk. 1970-től az Európa kontinentális részén értékesített modellek gyártása áttevődött Németországba, az új saarlouisi gyárba.
Az Escort Európa több részén is sikeres modellé vált, de a legkomolyabb sikereket az Egyesült Királyságban érte el, ahol az 1960-as évek legsikeresebb modellje, a BMC által gyártott Austin/Morris 1100 egyre inkább elavulttá vált, a Ford Cortina pedig méretben és árban is kinőtte a kompakt osztályt, ahová eredetileg szánták. 1974 júniusában a Ford bejelentette a kétmilliomodik Escort elkészülését. Ezt a mérföldkövet korábban egyetlen Egyesült Államokon kívüli Ford modell sem érte el. A kétmillió Escort 60%-át az Egyesült Királyságban gyártották. Nyugat-Németországban az autók némileg lassabban készültek, évente körülbelül 150 ezer darab gördült le a gyártósorról. Ez a szám a gyártás utolsó évére 78 604-re csökkent. A Saarlouisban készült modellek nagy részét a Benelux államokba és Olaszországba exportálták. Nyugat-Németországban nem aratott különösebb sikert az Escort, mivel az országban gyártott Opel Kadetthez képest kényelmetlen volt, az olyan sikeres importmodellekkel szemben pedig műszaki jellemzők terén maradt alul, mint a Fiat 128 vagy a Renault 12. A későbbi generációk megítélése ugyan javult Németországban, de sosem tudták felvenni a versenyt az Opel Kadett-tel és utódjával, az Astrával.
A kocsi a kor hagyományainak megfelelően hátsókerék-meghajtású volt, és négysebességes kézi vagy háromsebességes automata sebességváltóval volt kapható. Előre MacPheerson rugóstagok kerültek, míg hátra laprugók. Az Escort volt az első kis méretű Ford, melybe fogasléces kormányművet szereltek. Az autó néhány külső meghatározó dizájneleme az amerikai autógyártást idézte, ilyen volt például a kólásüvegre emlékeztető övvonal vagy a kutyacsont alakú hűtőrács. A jellegzetes övvonal a szintén Nyugat-Németországban gyártott Cortinán is visszaköszönt.
Az Escort elsőként kétajtós szedán karosszériával volt elérhető. A "De Luxe" változat kerek fényszórókat és gumiborítású padlót rejtett magában, míg a "Super" fantázianevű variánsba szögletesebb fényszórók, szőnyegborítás, szivargyújtó és vízhőfokmérő került. 1968 márciusában megjelent a háromajtós kombi változat, ami a gyártó szerint ledöntött hátsó ülésekkel 40%-kal több rakteret biztosított, mint a korábbi Anglia 105E. A kombi ugyanazokkal a felszerelésekkel bírt, mint a szedán, de nagyobb, 190 mm átmérőjű kuplungtárcsával és merevebb hátsó rugókkal készült, valamint a legtöbb esetben nagyobb fékdobokat és -tárcsákat is szereltek rá, mint a lépcsős hátúra. 1968 áprilisában piacra került a hátsó ablakok nélküli kisáruszállító variáns, majd 1969-ben a négyajtós szedán (az Anglia soha nem volt elérhető ilyen karosszériával).
A motortérbe ugyanolyan Kent Crossflow típusú keresztöblítéses motorok kerültek, melynek 1,6 literes változatát a belépő szintű Pintóban is alkalmazták Amerikában. A dízelmotorok ekkoriban ritkák voltak a kis családi autókban és ez alól az Escort sem volt kivétel. A kocsi eleinte csak 1,1 és 1,3 literes, soros négyhengeres erőforrásokkal volt kapható. Néhány exportpiacon, például Olaszországban és Franciaországban egy még kisebb, 940 cm³-es motor is elérhető volt. Olaszországban olyan népszerű volt az apró motor, hogy az autó második generációjához is megtartották, Franciaországban viszont 1972-ben kikerült a kínálatból.
Létezett egy 1300GT nevű változat, melybe az 1,3 literes Crossflow (OHV) motor sportosabb hangolású, Weber karburátorral szerelt változata és sportosabb futómű került. Ebbe olyan plusz műszereket szereltek, mint fordulatszámmérő, akkumulátortöltés-jelző és olajnyomásmérő. Ugyanezt a motort egy Escort Sport nevű modellben is alkalmazták, melynek eleje szintén a Ford korabeli sportos modelljeit idézte, de belső felszereltsége közelebb állt a hagyományos változatokhoz. Később bemutattak egy 1300E nevű luxusváltozatot, melyre ugyanazok a szélesített első sárvédők és 13 colos kerekek kerültek, mint a Sportra, de gazdagabb felszereltséggel bírt és faberakások kerültek a műszerfalára és az ajtókárpitjára is.
A Gruppe 2 nemzetközi raliversenyekhez és egyéb versenycélokra kifejlesztett Escort Twin Cam változat létrehozásában a Lotus is közreműködött. A kocsi 1557 cm³-es erőforrása a Lotus Elan dupla vezérműtengelyes, eredetileg 1498 cm³-es, nem keresztöblítéses motorjára épült. A Twin Cam halewoodi gyártása befejeződött, miután megjelentek a Cosworth motoros RS1600-asok (az RS a Rallye Sport rövidítése). A leghíresebb Twin Cam egy 16 szelepes, 200 lóerős motorral szerelt darab lett, mely az Alan Mann Racing csapat színeiben 1968-ban és 1969-ben is elindult a British Sallon Car Championship nevű bajnokságban, könnyedén megnyerve az 1968-as kiírást.
Az első generációs Escortból készült rali változatok a világ valaha volt legsikeresebb raliautói közé tartoznak. A Ford gyári csapata az 1960-as évek vége és az 1970-es évek eleje között szinte verhetetlen volt. Ebben az időszakban az Escort legnagyobb sikeres az 1970-es London–Mexikó Világkupa megnyerése volt. A verseny során a finn legenda, Hannu Mikkola vezette az autót és a svéd Gunnar Palm ült mellette navigátorként. Ez a siker ihlette az 1598 cm³-es, keresztöblítéses motoros Escort Mexico változat létrejöttét. Ezt 1970 novemberében mutatták be és összesen 10 352 darab készült belőle.
Az RS1600-ba egy 1601 cm³-es Cosworth BDA motor került, mely egy Crossflow (keresztöblítéses) blokkra épült, és 16 szelepes Cosworth hengerfej került rá. A BDA a Belt Drive A Series (szíjas hajtás, A-sorozat) kifejezés rövidítése volt. A Mexico és a BDA is a Ford különleges járművekre specializálódott Advanced Vehicle Operations (AVO) üzemében készült, Dél-Essexben. Ezeknek a modelleknek nem csak nagyobb teljesítményű motorjuk és sportosabb futóművük volt, de karosszériájuk ponthegesztés helyet varrathegesztéssel készült, ezzel erősebbé téve őket, jobban megfelelve a versenykörülményeknek.
1972-ben megjelent egy 1701 cm³-es Cosworth BDB nevű változat, majd később bemutatták az injektorral szerelt BDC motort is. A "heves" viselkedésű RS1600 alternatívájaként aztán megjelent az RS2000 variáns is, melybe egy 2,0 literes Pinto motor (OHC) került. Ez szintén elért néhány jelentős sikert a raliversenyzés világában, és egyúttal előrevetítette a ferde hátúak későbbi sikerét is, mint megfizethető, ugyanakkor gyakran nagy teljesítményű személyautók. Az RS1600 és a Mexico mellett ez is az AVO üzemben készült.

### Új-Zéland
Új-Zélandon a seaview-i gyárban 1,1 és 1,3 literes változatok készültek, Deluxe (1,1) és Super (1,3) néven, kétajtós szedán és kisáruszállító karosszériával. A négyajtós szedán 1970-ben lett a kínálat része. Az 1972-es Egyesült Királyságbeli modellfrissítés után megújult az új-zélandi Escortok felszereltségi szintje. Megjelent az 1.3XL (GT műszeregységgel), aminek a helyét később átvette az alacsonyabb L felszereltség. Ezt követően a gyártás végéig csak alap és L felszereltségi csomaggal készítették a modelleket. 1973 és 1974 között néhány 1,6 literes Mexico is érkezett az országba, miután a kormány engedélyezte az importot a túl kevés új autó miatt. Ezekből főleg kombi karosszériás változatok érkeztek Új-Zélandra.

### Ausztrália
Az első generációs Ford Escortot 1970 és 1975 között gyártotta a Ford Australia, kétajtós szedánként és háromajtós kisáruszállítóként. Az 1,1 és 1,3 literes motorok mellett az 1558 cm³-es dupla vezérműtengelyes is elérhető volt. Az utóbbi erőforrással szerelt modelleket 1971 végén Escort Twin Camről átnevezték Escort GT 1600-ra. 67 146 Escort készült el Ausztráliában, ahol 85%-ban helyi alkatrészeket használtak fel a gyártáshoz.

### Izrael
Az izraeli Názáretben az első generációs Escortok összeszerelését az Automotive Industries végezte, az Israeli Automotive Corppal együttműködve. Az Egyesült Királyságból érkező egységcsomagok összeállítása 1968-ban kezdődött meg, az utolsó darab 1975. november 14-én készült el, világoszöld fényezéssel, kétajtós szedán karosszériával és 1,1 literes motorral. Összesen 14 905 darab első generációs Escortot szereltek össze Izraelben.

### Japán
Az Escort első generációját az Egyesült Királyságból importálta Japánba a Kinetsu Motors, csakúgy, mint a Cortinát és a Caprit. A kocsi kizárólag 1,3 literes motorral, négyajtós szedán karosszériával és GT felszereltségi csomaggal volt kapható az országban. Az értékesítés során az előnyére vált, hogy a karosszéria méretei és a motor lökettérfogata alapján kedvező adózási feltételek vonatkoztak rá. Ez volt az Escort egyetlen generációja, ami megvásárolható volt Japánban.

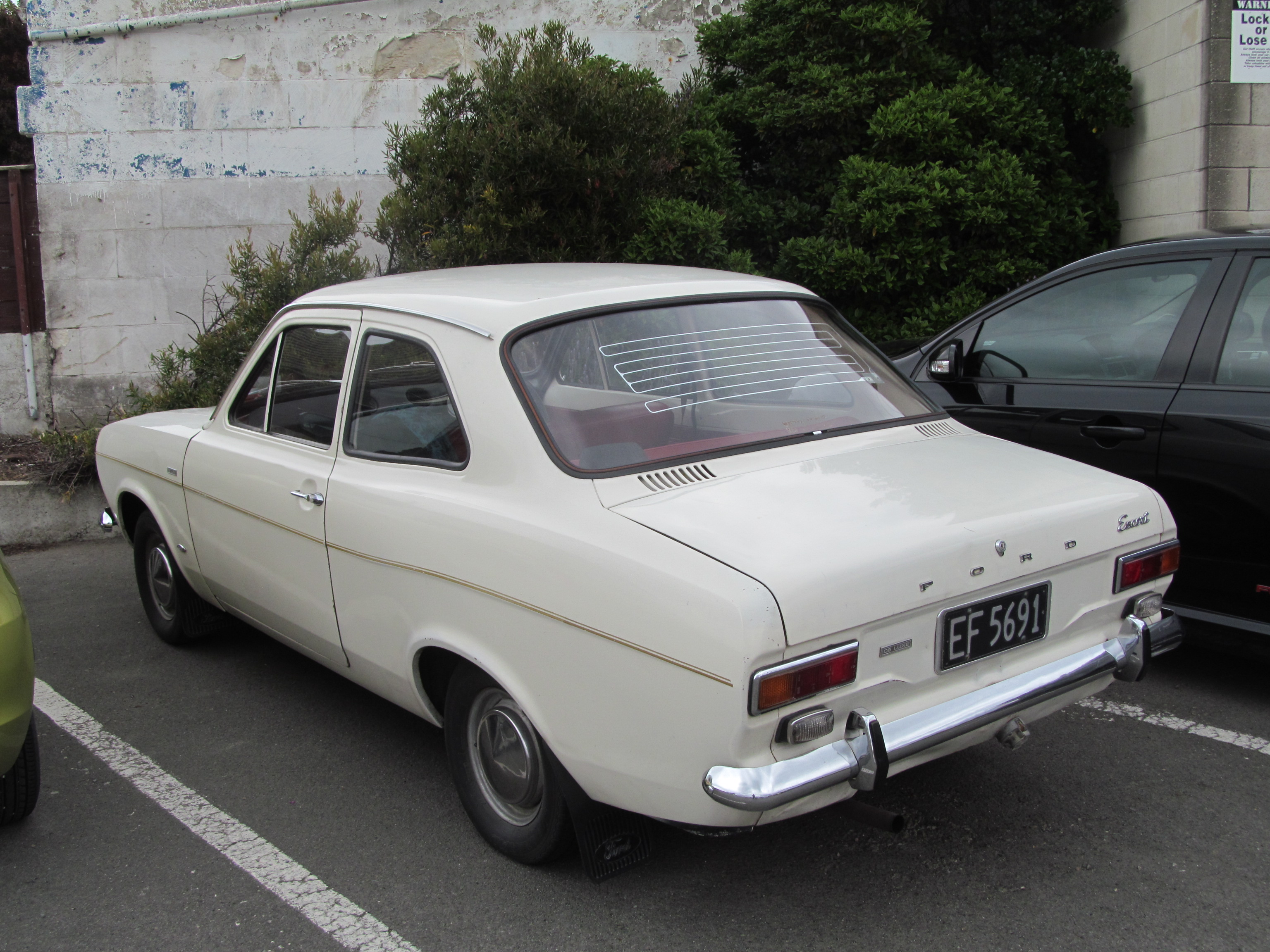
1968-as Ford Escort 1100 Deluxe
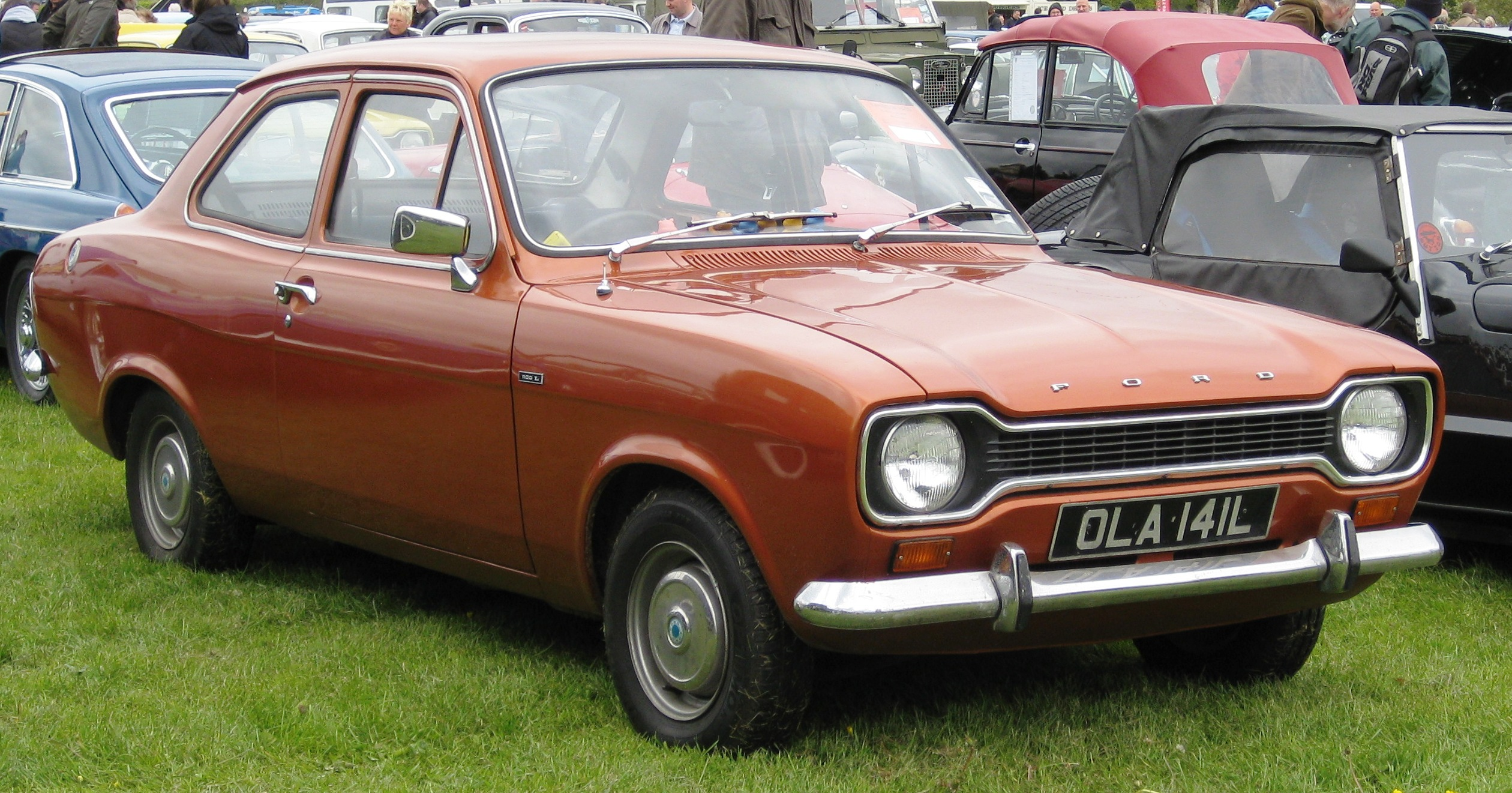
1972-es 1,1 literes motoros kétajtós szedán
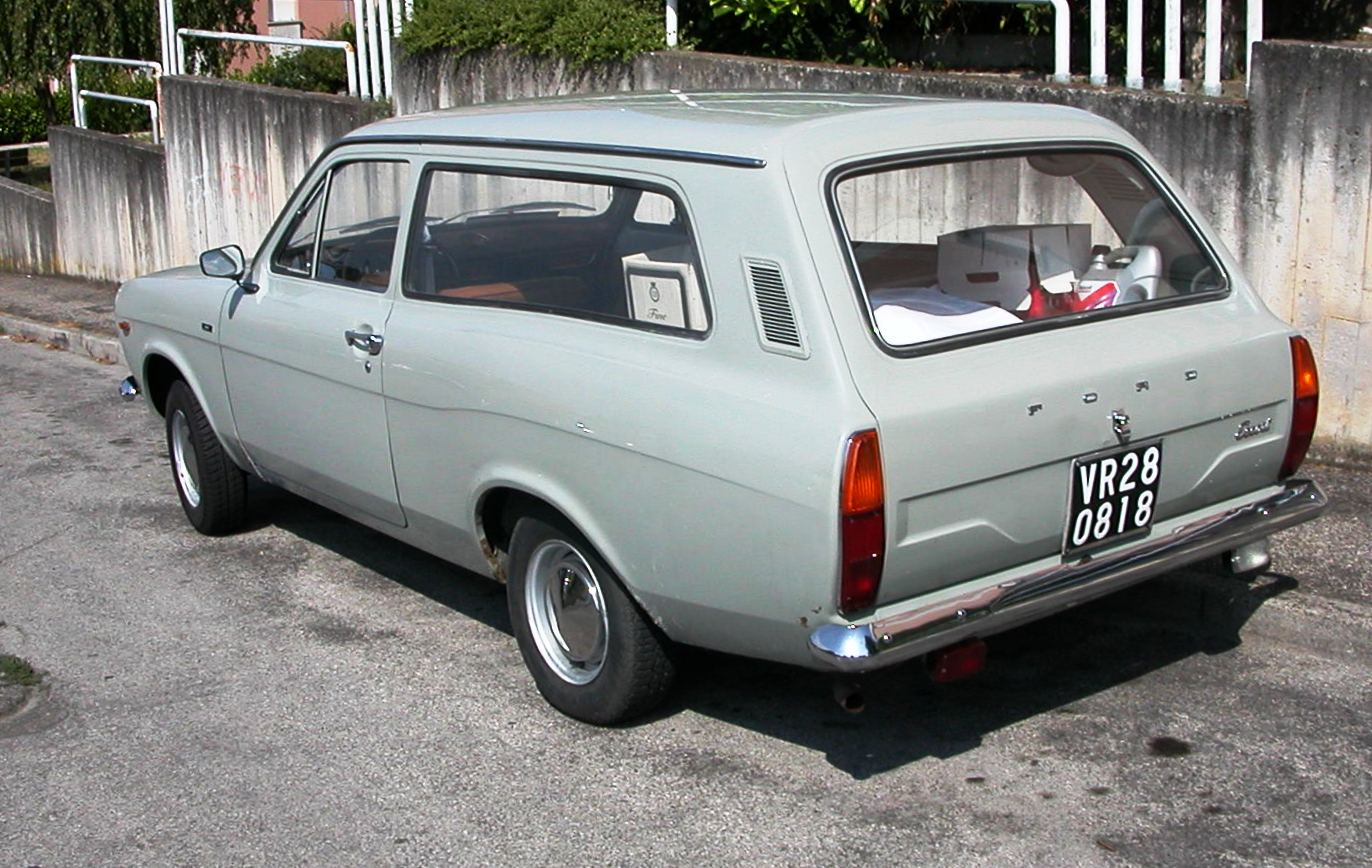
Egy kombi változat hátulról
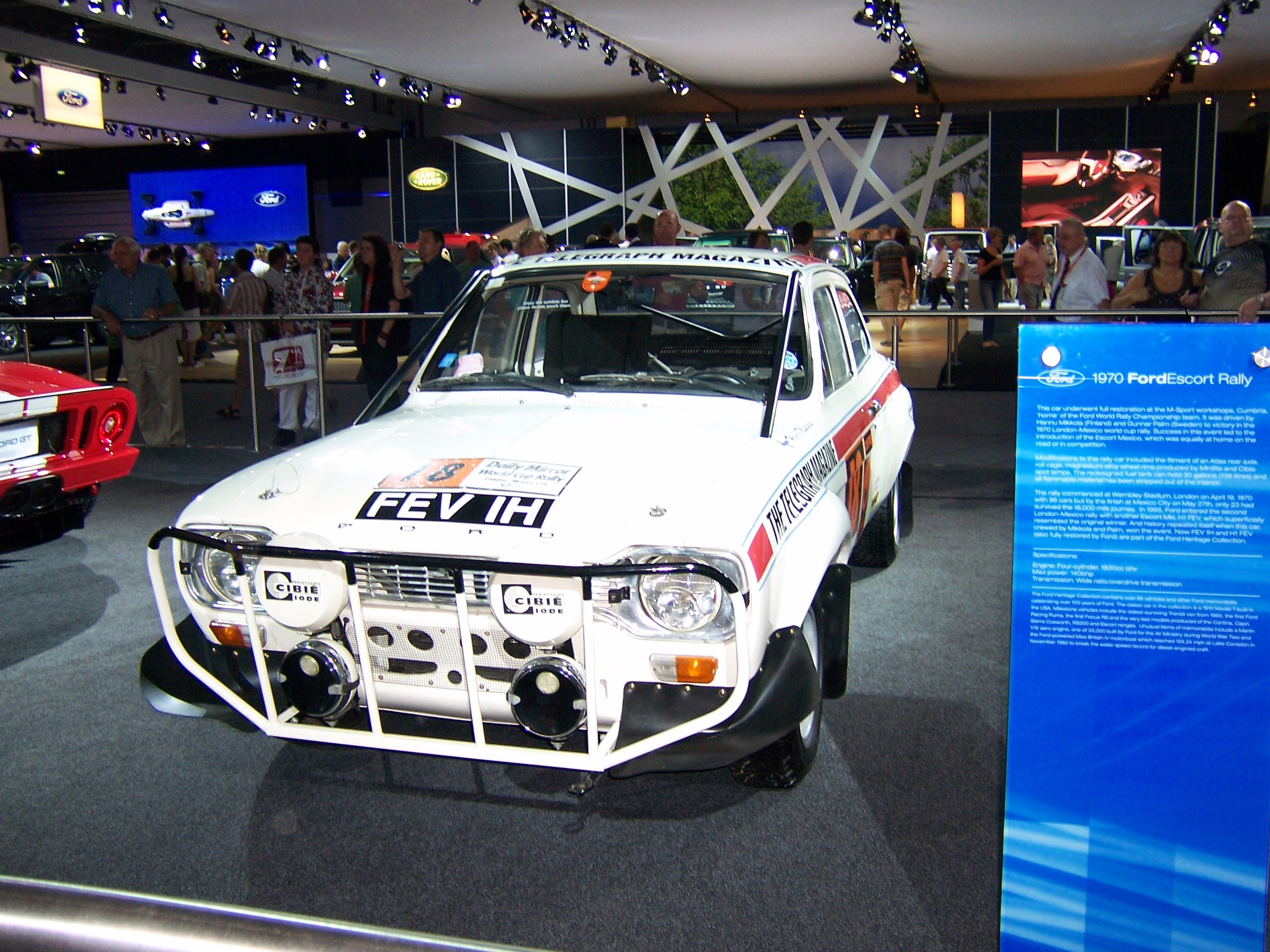
Mikkola és Palm 1970-es győztes raliautója
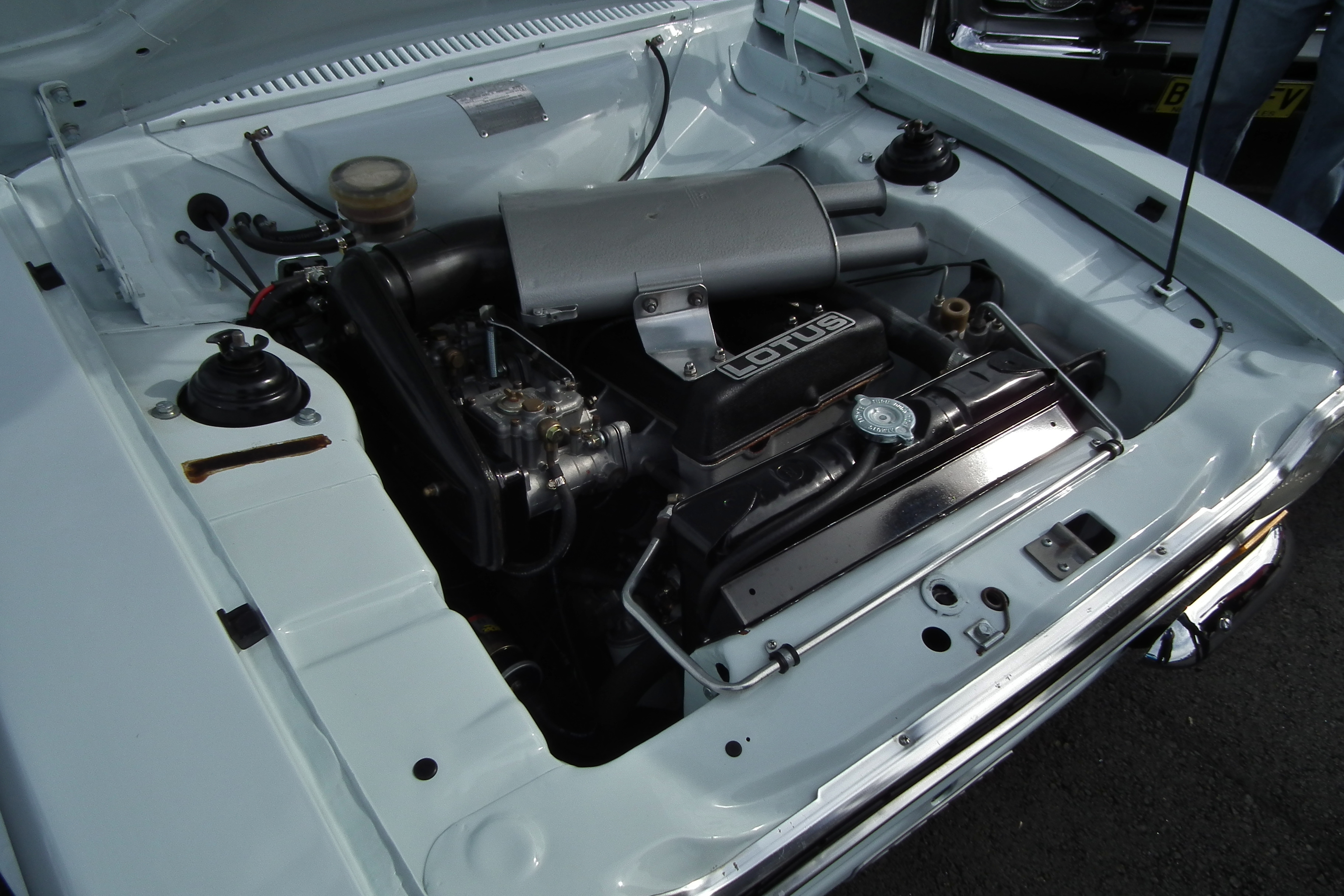
A Lotusszal közösen fejlesztett Twin Cam motor
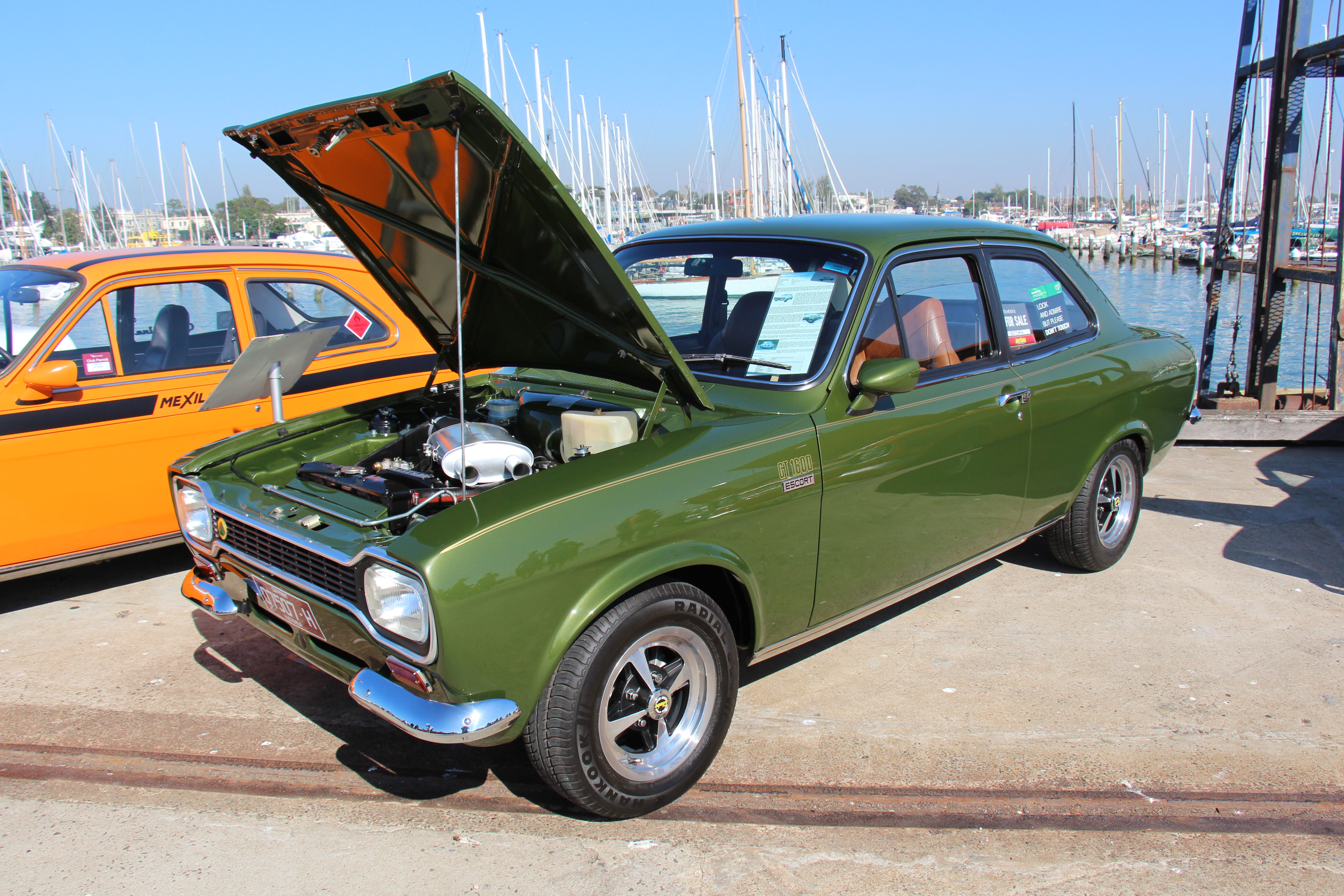
Egy Ausztráliában összeszerelt Escort GT 1600

## Második generáció (1974–1981)
A második generációs Ford Escort gyártása 1974. december 2-án kezdődött meg, az elkészült autókat pedig 1975 januárjától lehetett megvásárolni. Az első és második generáció gyártása hat hónapig párhuzamosan folyt. Amíg az első Escortot kizárólag a Ford nagy-britanniai részlege tervezte, a második generáción a britek már a nyugatnémetekkel közösen dolgoztak. A "Brenda" gyári kódnév alatt futó kocsi ugyanazokra a műszaki alapokra épült, mint elődje, de a karosszéria alá megújult tartószerkezet került.
A 940 cm³-es motor Olaszországban elérhető maradt, mivel ott ez az erőforrás adózási szempontból nagy népszerűségnek örvendett, Európa többi részén azonban kikerült a kínálatból. A hátsó felfüggesztés továbbra is laprugós maradt, annak ellenére, hogy több konkurens, például a Hillman Avenger is tekercsrugókra váltott. Az új modellt leginkább belső tárolórekeszek hiánya (kesztyűtartó például csak a magasabb felszereltségű modellekhez járt) és a bajuszkapcsolóra helyezett kürt miatt kritizálták.
Az alap (később Popular) modellek voltak a legszegényesebben felszereltek, a két- és négyajtós szedánként elérhető L és GL változatok igyekeztek kielégíteni az átlagos vásárolók igényeit, a Sport, RS Mexico és RS2000 nevű darabok a nagyobb teljesítményre vágyók számára készültek, a Ghia a luxusfelszereltséget jelentette. Ipari célú felhasználásra kisáruszállító változatok is készültek. Az 1975-ös Ghia modellekbe került 1,6 literes motor 84 lóerős (63 kW) teljesítmény leadására volt képes, 125 Nm-es nyomaték mellett, az autó súlya pedig 955 kg volt.
Az Escort 1978-ban kisebb külső változtatásokon esett át, például az L változat is megkapta azokat a szögletes fényszórókat, melyek korábban csak a GL és a Ghia variánsokon voltak láthatók. Emellett az autók belső felszereltségében is voltak kisebb változások, valamint az első nyomtáv szélesebb lett. Az Egyesült Királyságban 1980 augusztusában ért véget a gyártás, de néhány országban 1981-ig folytatódott.

### Oceánia

#### Ausztrália
Homebush-ban, Ausztráliában 1975 márciusa és 1980 között szereltek össze két- és négyajtós szedán, valamint háromajtós kisáruszállító karosszériás második generációs Escortokat. A háromajtós kombi nem volt elérhető az országban. A szedán változatok L, XL (később GL) és Ghia felszereltségi csomagokkal voltak kaphatók, valamint egy Sport csomag is rendelhető volt az autóhoz, mely hasonló kiegészítőkkel járt, mint a többi piacon az 1300 és 1600 Sport nevű modellek. Más országoktól eltérően – valószínűleg a kombi hiánya miatt – a kisáruszállító variáns a szokásosnál magasabb felszereltséggel is megvásárolható volt, GL és Sport csomag is kérhető volt hozzá. A "kutyatál" becenevű keréktárcsák és a magas támlájú első ülések kizárólag az ausztrál Escortokhoz voltak elérhetők.
A kocsikat eleinte az Európában megszokott 1,3 és 1,6 literes, OHV vezérlésű Crossflow motorokkal szerelték, amikhez négysebességes manuális vagy háromsebességes automata sebességváltó volt választható. 1977-ben az ausztrál károsanyag-kibocsátási normák miatt az 1,3 literes egység kikerült a motorválasztékból, helyére a Ford Cortina 2,0 literes OHC Pinto motorja került, mely az Európában ismert változatnál gyengébb volt, az emissziós szabályokból eredő egyedi hangolása miatt. Felár ellenében ez szinte minden modellhez megrendelhető volt. A Ford Australiánál BC kódnév alatt futó Escortok karosszériáját némileg át kellett alakítani, hogy a nagyobb motor beleférjen. A kocsi új üzemanyagtartályt is kapott, melynek betöltőnyílása a hátsó rendszámtábla mögött helyezkedett el.
1978-ban a Ford Australia bevezette a kék ovális Ford-embléma használatát az Escort összes változatánál, az hűtőrácson és a csomagtartófedélen. Emellett a fiatalok felé is szeretett volna nyerni, ezért bemutatta a kisáruszállító változat Sundowner nevű variánsát, látványos külső dekorációkkal és kör alakú, domború hátsó oldalablakokkal. Ez 1,6 és 2,0 literes motorral volt elérhető. 1979-ben némileg módosultak a felszereltségi csomagok, és a G és GL felszereltségű modellek is szögletes fényszórókat kaptak, ami korábban csak a Ghia felszereltséghez járt. A fiatalok és a nagy teljesítmény kedvelői számára az ausztrálok bemutatták saját változatukat az RS2000-ből, döntött orral. A kocsi két- és négyajtós szedán karosszériával volt megvásárolható, ötféle egyszínű fényezéssel. Bár kinézetük eltért a kínálat többi tagjáétól, a 2,0 literes motor változtatás nélkül került a motorterébe, és manuális és automata sebességváltóval is szerelték. Összesen 2400 ilyen autó készült.
Bár többféle változatban is elérhető volt, a Cortinához hasonlóan az Escort sem tudott jelentős sikereket elérni az ausztrál piacon. Ennek fő oka az volt, hogy a vásárlók jobban kedvelték az általuk megszokott hathengeres autókat, míg a négyhengeresek piacán egyre nagyobb népszerűségre tettek szert a Japánból importált járművek. A gyártás 1980 végén fejeződött be Ausztráliában, 79 142 elkészült darab után. Az Escortot az elsőkerék-meghajtású, Mazda 323/Familián alapuló Ford Laser (három- és ötajtós ferde hátú) és Ford Meteor (négyajtós szedán) váltotta.

#### Új-Zéland
Új-Zélandon 1975 elején mutatták be a második generációs Escortot, melyet Aucklandben, Wiriben szereltek össze. Az ausztrál modellektől eltérően az új-zélandi darabok a brit változatok specifikációit követték, eltekintve a metrikus műszerektől. Minden karosszériaváltozatot gyártottak az országban, beleértve a kombit is, melynek első generációját még az Egyesült Királyságból importálták.
A Wiriben gyártott autók 1,1 (alap), 1,3 (L, GL, Sport 1300, kombi és kisáruszállító) és 1,6 literes (Ghia, 1600 Sport) motorokkal voltak megvásárolhatók. Az 1,1 literesek voltak a legolcsóbbak, az 1,3 literesek voltak a legnépszerűbbek az átlagos vásárlók körében, míg az 1,6 literes változatokat a sportosabb vezetési élményre vágyók vásárolták. Utóbbi gyártása csak 1976-ban kezdődött meg. A legtöbb 1,3 és 1,6 literes modellhez felárért megrendelhető volt egy háromsebességes automata sebességváltó.
Ausztráliától eltérően Új-Zélandon népszerű volt az Escort és a Cortina is, gyakran a havi eladási statisztikák élén állva. Az 1600 Sport mellé 1979-ben megjelent a szintén 1,6 literes motorral rendelkező Ghia változat, illetve az alacsonyabb felszereltségű modellek is megkapták a GL változatok szögletes fényszóróit. Ugyanebben az évben került fel minden Escortra az ovális embléma, illetve a G és GL felszereltségű kocsikra is sportosabb felnik kerültek. 1980-ban a Ghia felszereltség mellé alapáron könnyűfémfelnik jártak.
A brit alkatrészekből összeszerelt második generációs Escortok gyártása 1980 második felében fejeződött be. A kereskedők komoly árcsökkentéssel igyekeztek eladni utolsó Escortjaikat, hogy helyüket 1981-ben átvehessék a Mazda 323-on alapuló Ford Laserek, melyek szedán és ferde hátú változatban voltak kaphatók.

### A világ többi része

#### Izrael
Az Escortok összeszerelése 1975 augusztusában vette kezdetét Izraelben, ahol a kocsi a legnépszerűbb modellek közé tartozott. A legjobb évét 1976-ban produkálta, amikor 8301 darab készült el. A motorkínálatban csak az 1,1 és az 1,3 literes egység volt kapható, az 1,6 literest nem vezették be az országban. A modellek túlnyomó többségét négyajtós szedán karosszériával adták el. A legritkább az 1,1 literes kétajtós szedán volt, ilyenből mindössze 150 darab készült. A gyártás 1981 áprilisában, 12 700 darab után fejeződött be, azóta nem szereltek össze Ford modelleket Izraelben.

#### Dél-Afrika
Silvertonban, Dél-Afrikában 1975 és 1980 között szereltek össze második generációs Ford Escortokat, melyek alkatrészei az Egyesült Királyságban készültek. A kocsik eleinte 1300 L és 1600 GL változatokban készültek, két- és négyajtós karosszériával. A jobb felszereltségű GL-t színre fújt keréktárcsákkal, szögletes fényszórókkal, tolatólámpákkal és oldalsó díszlécekkel szerelték. Az 1,3 literes motor 56 lóerős (42 kW), az 1,6 literes pedig 70 lóerős (52 kW) volt. 1979 elején bemutattak egy 1600 Sport nevű variánst, sportosabb kinézettel és váltóáttételezéssel. Ez az 1,6 literes motoros modell jelenleg is népszerű az országban.

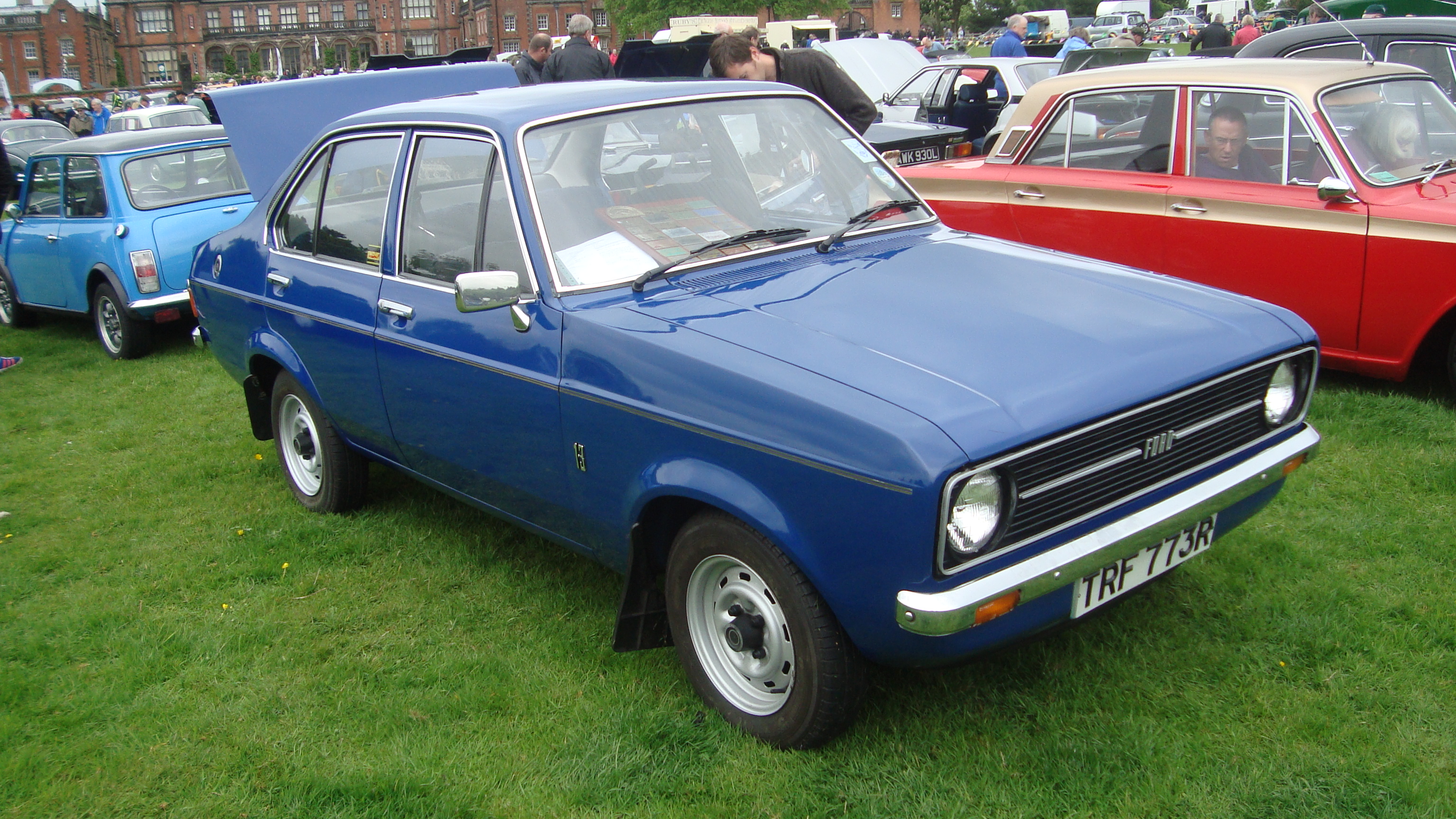
1977-es Ford Escort 1.3 L
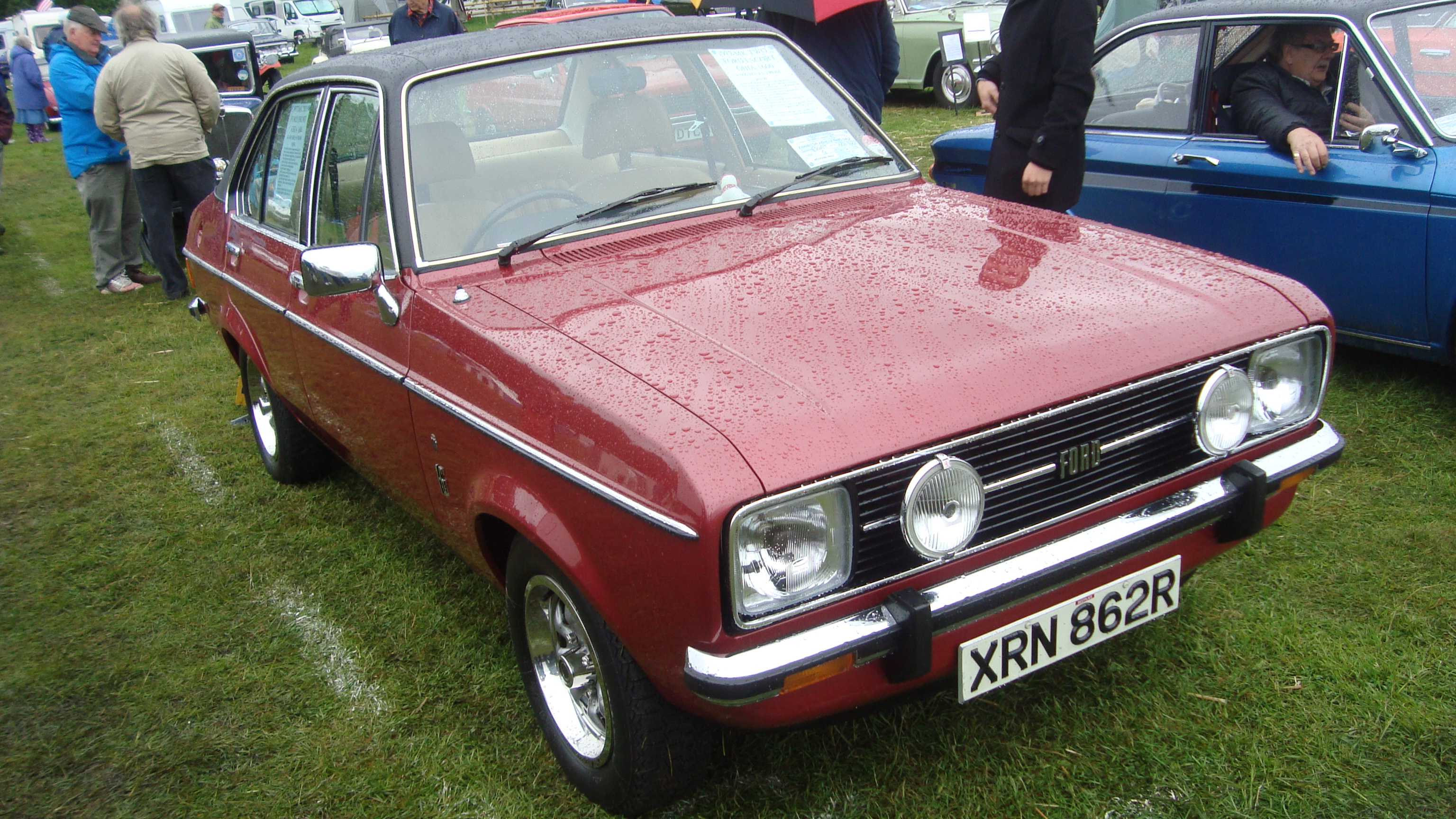
1977-es Ford Escort 1600 Ghia
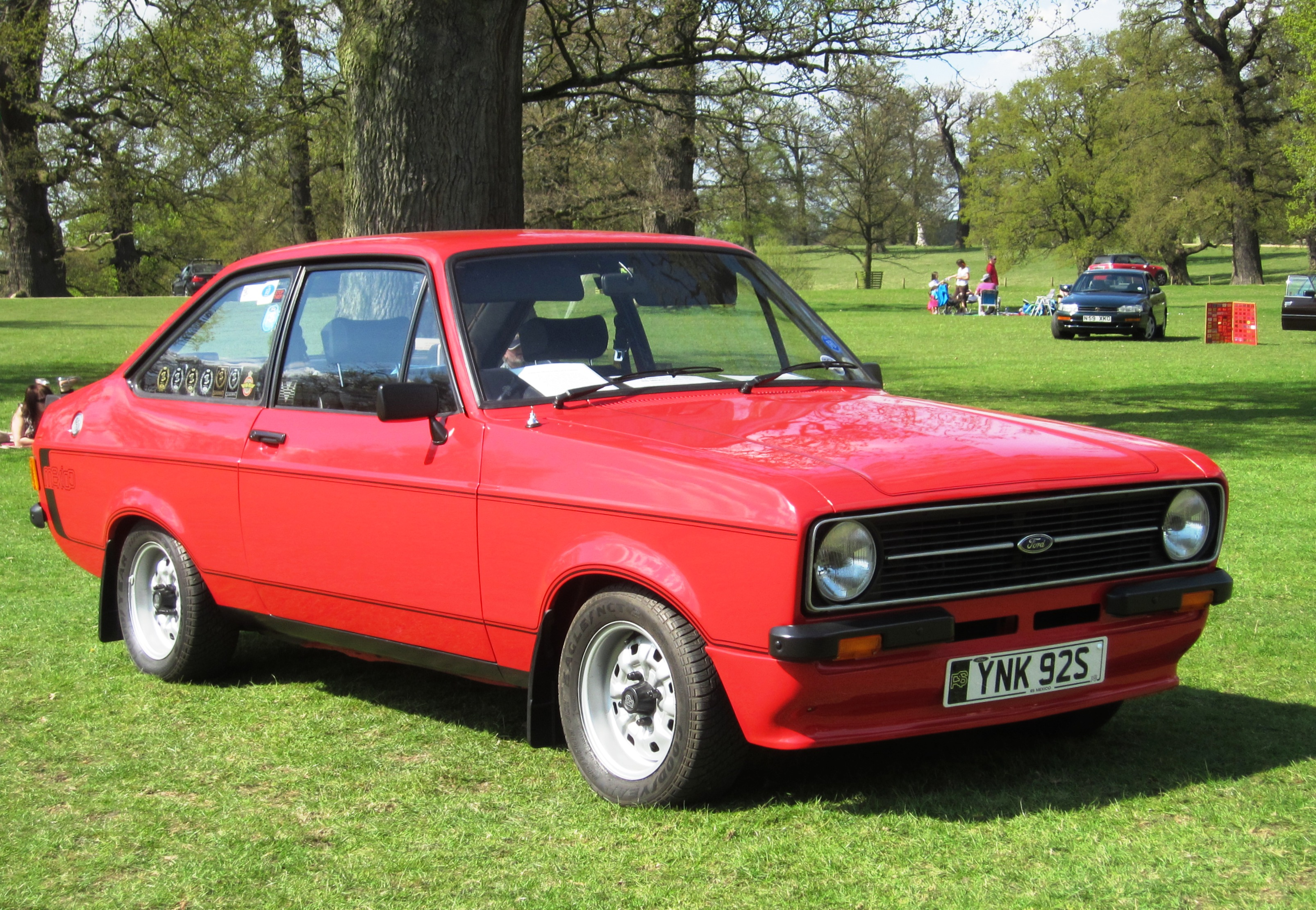
1978-as Ford Escort Mexico
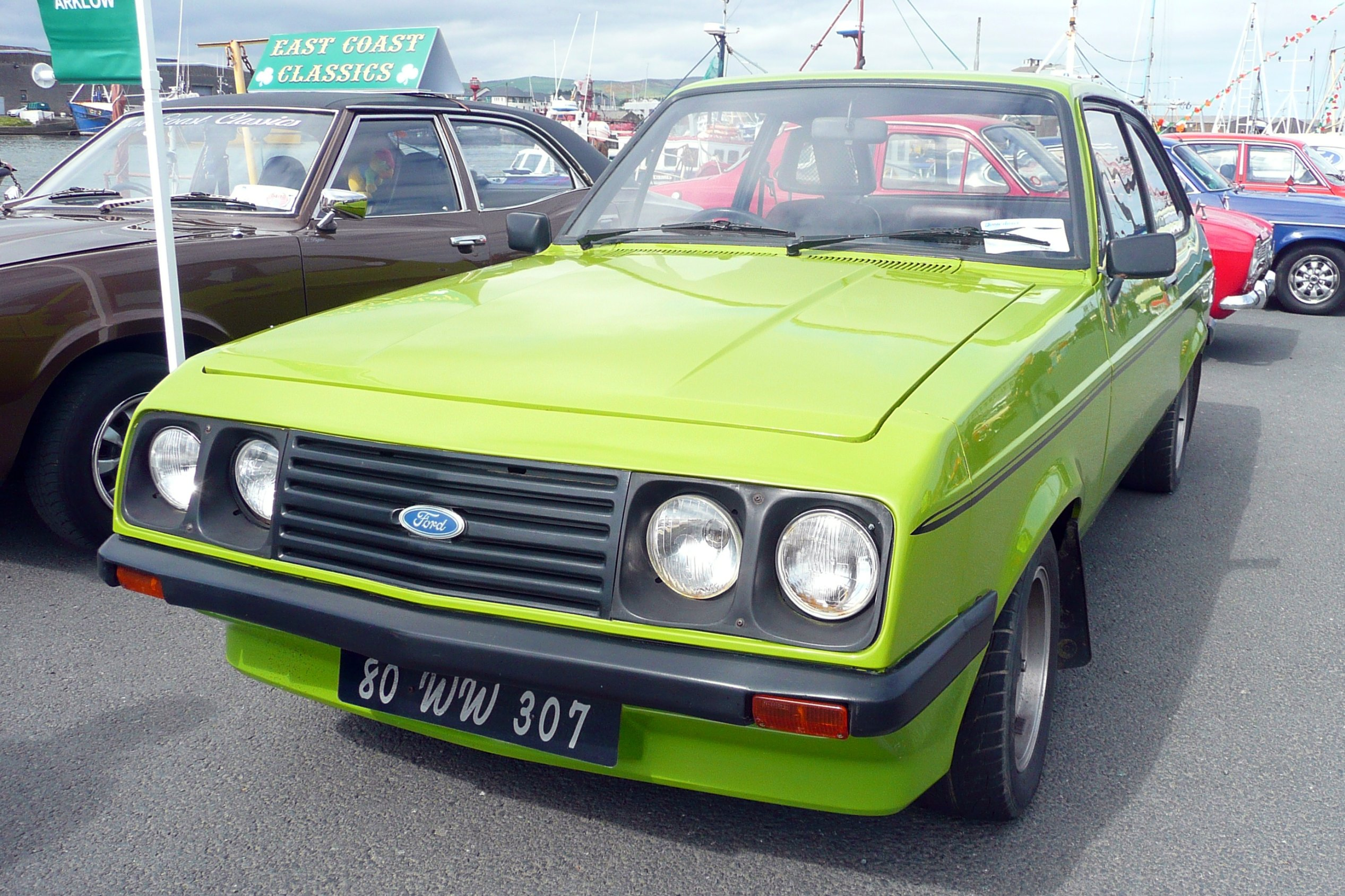
Ford Escort RS2000
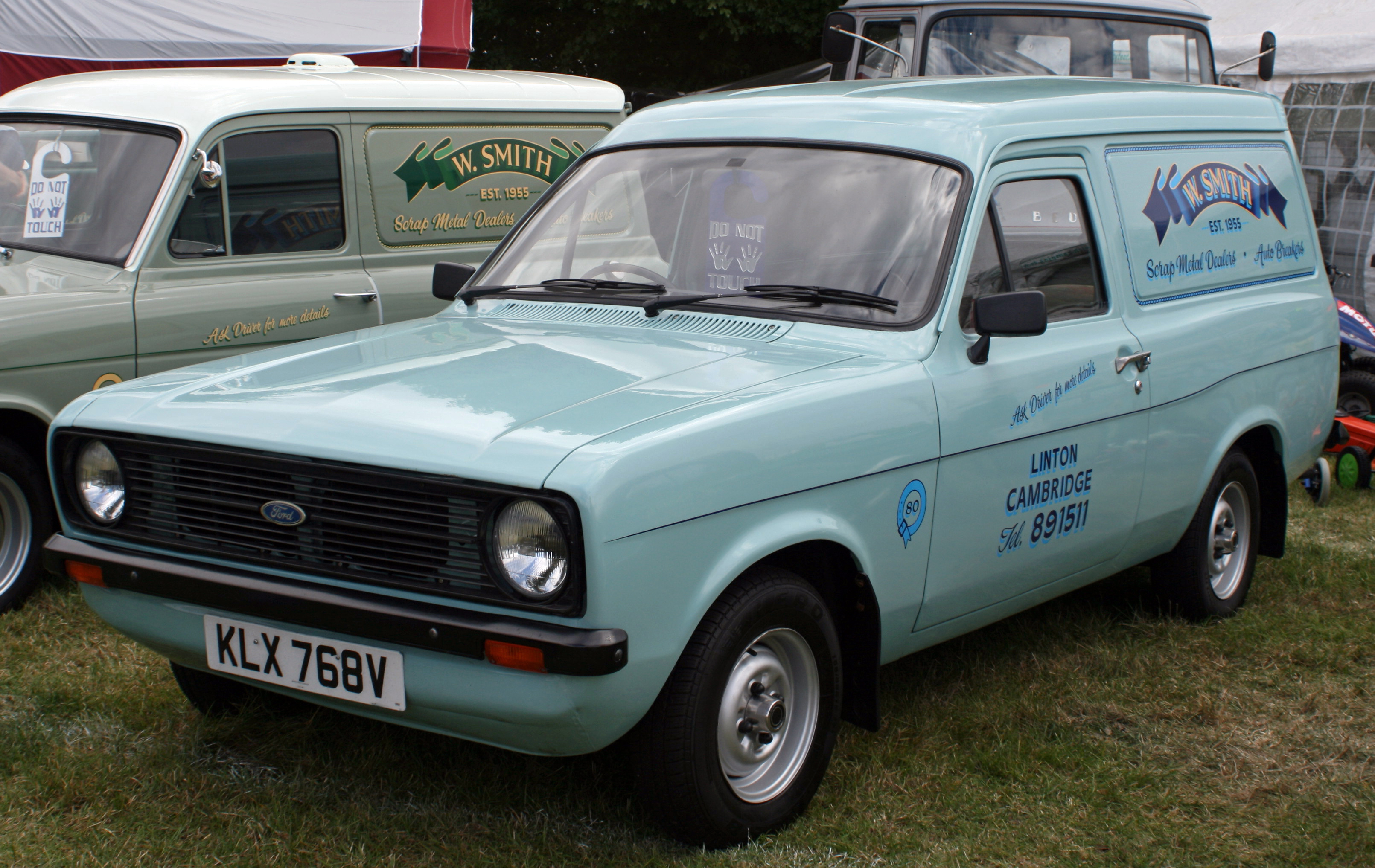
Kisáruszállító változat
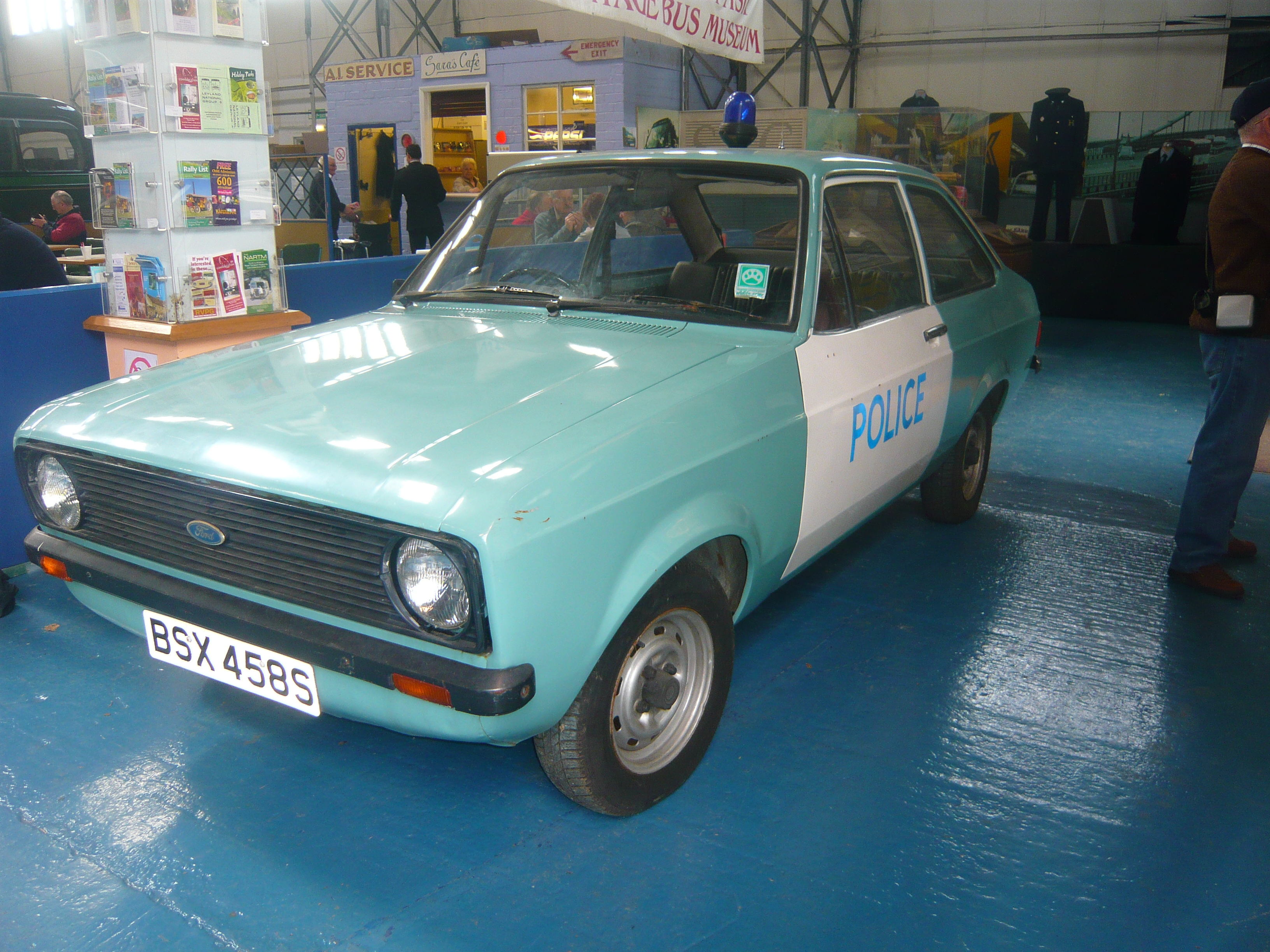
Ford Escort rendőrautó

### Raliversenyzés
Elődjéhez hasonlóan az Escort második generációja is komoly sikereket ért el a rali világában. Az első generáció összes versenymodellje megjelent a második generációban is, azzal a különbséggel, hogy a Mexico változat RS emblémát kapott, és OHV helyett OHC vezérlésű 1,6 literes Pinto motort szereltek bele. Megjelent egy Sport nevű modell is, 1,6 literes Crossflow (keresztöblítéses) motorral. Emellett bemutatták az új RS1800-at is, 1790 cm³-es, üzemanyag-befecskendezéses Cosworth BDE erőforrással szerelve. Utóbbi kimondottan raliversenyzési célokból készült.
A Ford gyári csapatának versenyautói több speciális alkatrészt is tartalmaztak. Ezek közül az egyik legfigyelemreméltóbb a szilikon-folyadék kenésű középső differenciálmű volt, mely automatikus nyomatékvektorálású összkerékhajtást hozott létre (a fix négykerékhajtás helyett). Ennek a tervezési folyamatát Tim Howard, a Ford dagenhami részlegének mérnöke vezette. Alapelve jelenleg is visszaköszön a legtöbb összkerékhajtású autóban.
Az Escort raliautók jellegzetességei voltak a kiszélesített kerékjáratok és a négy plusz szúrófény az éjszakai szakaszokhoz. 1979-ben a Cosworth BDE motort lecserélte egy BDG kódú 2,0 literes egység, alumínium blokkal, mely 250 lóerőt (186 kW) adott le. Emellett megerősített, ötlengőkaros felfüggesztés és egyenes fogazású ötsebességes ZF sebességváltó került az autóba, néhány további kisebb módosítás mellett.

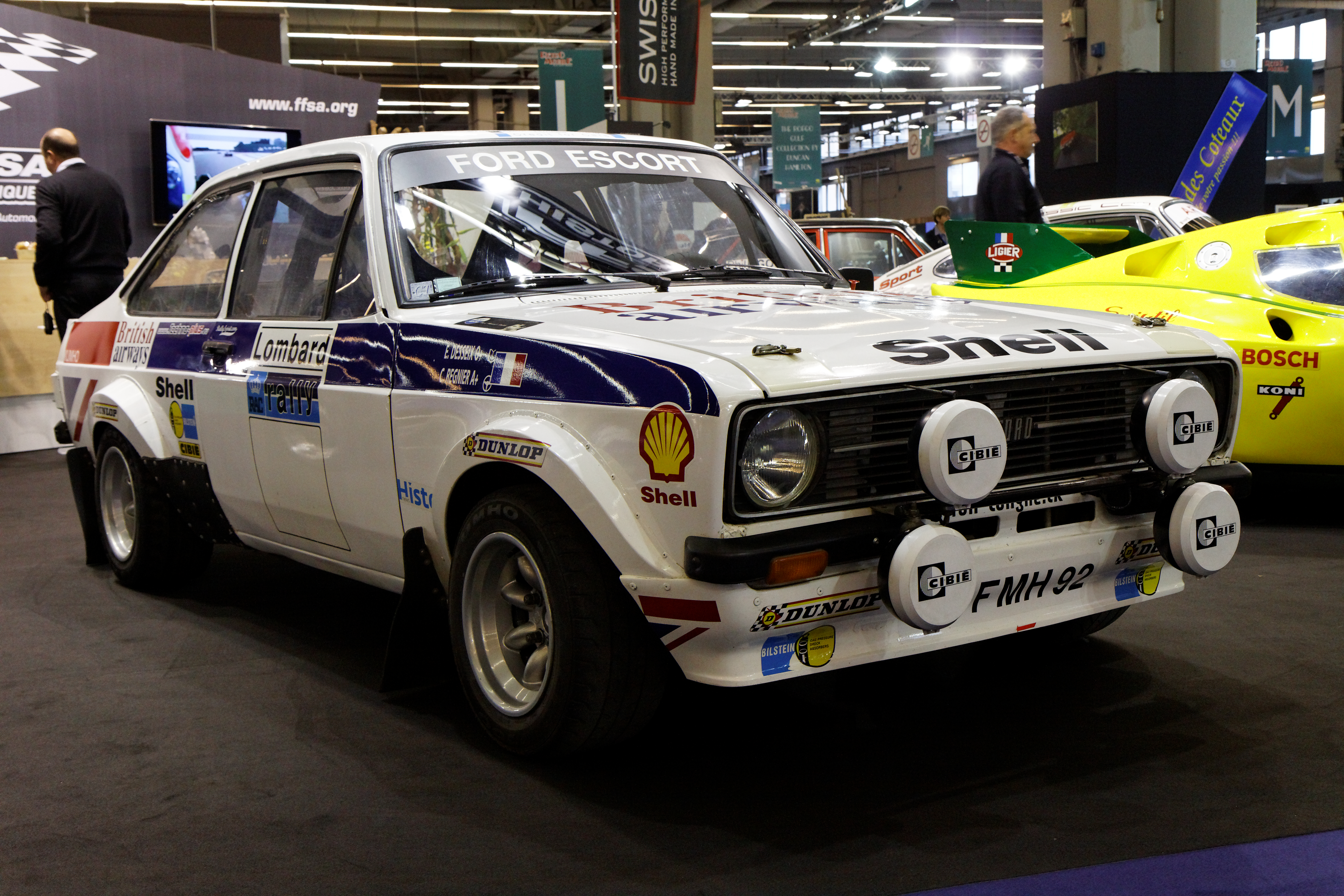
Ford Escort RS1800

Az autó elődjéhez hasonlóan egyeduralkodóvá vált a Walesi raliban, 1975 és 1979 között minden világbajnoki szezonban megnyerve azt. A rali-világbajnokság 1979-es szezonjában Björn Waldegård az első, Hannu Mikkola a második, Ari Vatanen pedig az ötödik helyen végzett Escort R1800-zal versenyezve. Ebben az évben a Ford megszerezte a konstruktőri világbajnoki címet, melyre ezt követően egészen 2006-ig nem volt példa, amikor Marcus Grönholm és Mikko Hirvonen Ford Focus RS WRC-vel elért sikereinek köszönhetően hódította el a díjat a vállalat. 1981-ben Vatanen ismét világbajnok lett az RS1800-zal, annak ellenére, hogy ebben az évben mutatkozott be a legendássá váló Audi Quattro. A Ford sorozatban hatodszor is a dobogón végzett a konstruktőrök versenyében.
A döntött poliuretán orr-résszel rendelkező RS2000, mely a Cortina 2,0 literes Pinto motorját kapta, 1975 márciusában debütált az Egyesült Királyságban, majd augusztusban Németországban. Gyártása mindkét országban zajlott. A 110 lóerős autó végsebessége 177 km/h volt és 8,9 másodperc alatt gyorsult fel álló helyzetből 100 km/h-ra. A 2,0 literes motor könnyedén beszerelhető volt az első generációs Escortokba is, a Sierra ötsebességes sebességváltójával, rali- és egyéb sportcélokra.

#### Rali világbajnokság – versenygyőzelmek
| #  | Verseny             | Szezon | Pilóta            | Navigátor        | Autó               |
| -- | ------------------- | ------ | ----------------- | ---------------- | ------------------ |
| 1  | 24. Walesi rali     | 1975   | Timo Mäkinen      | Henry Liddon     | Ford Escort RS1800 |
| 2  | 25. Walesi rali     | 1976   | Roger Clark       | Stuart Pegg      | Ford Escort RS1800 |
| 3  | 25. Szafari rali    | 1977   | Björn Waldegård   | Hans Thorszelius | Ford Escort RS1800 |
| 4  | 24. Akropolisz-rali | 1977   | Björn Waldegård   | Hans Thorszelius | Ford Escort RS1800 |
| 5  | 27. Finn rali       | 1977   | Kyösti Hämäläinen | Martti Tiukkanen | Ford Escort RS1800 |
| 6  | 26. Walesi rali     | 1977   | Björn Waldegård   | Hans Thorszelius | Ford Escort RS1800 |
| 7  | 13. Sarkkör-rali    | 1978   | Ari Vatanen       | David Richards   | Ford Escort RS1800 |
| 8  | 28. Svéd rali       | 1978   | Björn Waldegård   | Hans Thorszelius | Ford Escort RS1800 |
| 9  | 19. Skót rali       | 1978   | Hannu Mikkola     | Arne Hertz       | Ford Escort RS1800 |
| 10 | 9. Új-zélandi rali  | 1978   | Russell Brookes   | Peter Bryant     | Ford Escort RS1800 |
| 11 | 27. Walesi rali     | 1978   | Hannu Mikkola     | Arne Hertz       | Ford Escort RS1800 |
| 12 | 13. Portugál rali   | 1979   | Hannu Mikkola     | Arne Hertz       | Ford Escort RS1800 |
| 13 | 26. Akropolisz-rali | 1979   | Björn Waldegård   | Hans Thorszelius | Ford Escort RS1800 |
| 14 | 10. Új-zélandi rali | 1979   | Hannu Mikkola     | Arne Hertz       | Ford Escort RS1800 |
| 15 | 7. Kanadai rali     | 1979   | Björn Waldegård   | Hans Thorszelius | Ford Escort RS1800 |
| 16 | 28. Walesi rali     | 1979   | Hannu Mikkola     | Arne Hertz       | Ford Escort RS1800 |
| 17 | 27. Akropolisz-rali | 1980   | Ari Vatanen       | David Richards   | Ford Escort RS1800 |
| 18 | 28. Akropolisz-rali | 1981   | Ari Vatanen       | David Richards   | Ford Escort RS1800 |
| 19 | 3. Brazil rali      | 1981   | Ari Vatanen       | David Richards   | Ford Escort RS1800 |
| 20 | 31. Finn rali       | 1981   | Ari Vatanen       | David Richards   | Ford Escort RS1800 |

## Harmadik generáció (1980–1986)
Az "Erika" gyári kódnév alatt fejlesztett modellt 1980 szeptemberében mutatták be, mely a Ford európai részlegének mindössze a második elsőkerék-meghajtású autója lett. Eredetileg kódnévhez hasonlóan a modellnév is "Ford Erika" lett volna, de végül a gyár mégis megtartotta az Escort elnevezést. Ennek okáról nincs hivatalos feljegyzés, de egyesek szerint a britek nem voltak hajlandók lemondani a kimondottan sikeres Escort névről, míg mások szerint a németek vetették el az új modellnév ötletét, mivel úgy gondolták, sokan a Waffen-SS-hez köthető Erika című dalra asszociálnának róla. Az észak-amerikai Escort ekkor került a piacra, melynek volt néhány közös műszaki vonása az európai változattal. Az Escort eladási adatai még tovább növekedtek az Egyesült Királyságban, és 1982-re megelőzte az öregedő Cortinát, az ország legkelendőbb modelljévé válva.
Míg az Escort második generációja tulajdonképpen csak egy felújított változata volt az elsőnek, addig a harmadikat az alapoktól kezdve teljesen újratervezték. Ennek eredményeképp egy fejlett technológiájúnak és hatékony üzemanyag-felhasználásúnak számító kocsi jött létre, melyet a Ford a Volkswagen Golf riválisának szánt. Az autót "Simple is Efficient" (az egyszerűség hatékony) szlogennel népszerűsítették. Az elődökhöz képesti legnagyobb különbség az volt, hogy az új Escort elsőkerék-meghajtású lett, és a szedán helyett ferde hátú alapkarosszériát kapott. A gyárnak addig mindössze egy elsőkerék-hajtású modellje volt, az 1976-ban debütáló Fiesta, és ferde hátúakból is mindössze egy szerepelt korábban a kínálatban, a Crapri.
A harmadik generáció külső kialakítása követte a Ford akkori dizájnnyelvezetét, például a zsalus fekete hűtőráccsal és a recés burájú hátsólámpákkal. Érdemes még megemlíteni a csomagtartófedél végének egyedi kialakítását (Aeroback), mely 0,37-ra csökkentette a kocsi légellenállási együtthatóját, mellyel bemutatásakor kategóriavezető volt. Ezt a technológiát később a Scorpióban és a Sierrában fejlesztette tovább a gyár.
Szintén újdonságnak számítottak a felülvezérelt 1,3 és 1,6 literes CVH motorok. Ezek mellett egy Kent-alapú felülszelepelt, alulvezérelt "Valencia" nevű 1,1 literes motor is kapható volt, amit a Fiestában is alkalmaztak. Néhány piacon rövid ideig a CVH-ból is kapható volt egy 1,1 literes változat, de ennek gyártását 1982-ben leállították. Az új Escortból az elődökből ismert laprugós hátsó felfüggesztés is kikerült, és mind elöl, mind hátul független felfüggesztéssel szerelték. A kocsit 1981-ben megválasztották az Év Autójának. A szavazáson a Fiat Panda végzett a második, az Austin Metro pedig a harmadik helyen.
Bemutatásakor az autó alap (Popular), L, GL, Ghia és XR3 felszereltségi csomagokkal volt kapható. 1982 közepétől elérhetővé vált egy új, ötsebességes manuális sebességváltó a teljes kínálathoz, mely az 1,6 literes változatok esetén az alapfelszereltség része volt, az 1,3 literesekhez pedig felárért volt megrendelhető. Számos kiegészítő felszerelés és berendezés volt választható, ilyen volt többek között a dönthető és csúsztatható napfénytető, a központi zár és az elektromos ablakemelő. Az alap és L felszereltségű modelleken kívül minden Escortba került egy ellenőrzőlámpa-rendszer, mely az alacsony üzemanyagszintre, motorolajszintre, hűtőfolyadékszintre, ablakmosófolyadék-szintre, illetve a fékbetétek kopására figyelmeztetett. Az észak-amerikai Escortokkal ellentétben az európai darabokhoz nem volt rendelhető szervokormány. Az 1983-as modellévben az 1,6 literes motorral szerelt darabokhoz elérhetővé vált a kimondottan az amerikai változathoz kifejlesztett háromsebességes ATX automata sebességváltó.
1983 augusztusában megjelent egy új, 1,6 literes dízelmotor. Az Angliában, Dagenhamben fejlesztett motor az L és GL felszereltségű autókhoz volt elérhető, és a mai viszonyokhoz képest is kedvező üzemanyag-fogyasztási értékeket produkált. Teljesítménye azonban meglehetősen alacsony, mindössze 54 lóerős (40 kW) volt, és mindössze 140 km/h-ig gyorsította a kocsit.
Az Év Autója díj és a kedvező eladási adatok ellenére a szaksajtó eleinte meglehetősen rossz véleménnyel volt az Escort felfüggesztéséről, melyet a pozitív első és a negatív hátsó kerékdőlésszög miatt "ikszlábúnak" is csúfoltak. A harmadik generáció hamar hírhedtté vált kemény és kényelmetlen menettulajdonságairól. A problémát az 1984-es modellévre sikerült megoldani, az Escort alapú Orionból származó felfüggesztés-alkatrészekkel, valamint a nagyobb Sierrából átvett kormányműfogasléccel.
Az Escort kombi változata eleinte csak háromajtós karosszériával volt kapható, majd 1983-ban megjelent az ötajtós változat is. Az elődöktől eltérően szedán változat nem készült az autóból, ezt az űrt kívánta betölteni a szintén 1983-ban bemutatott Orion, mely a ferde hátú Escorttal azonos műszaki alapokra épült, de magasabb presztízsű modellnek számított, amit az is jelzett, hogy az 1,1 literes motor nem volt kapható hozzá. Az Orion egyúttal a Cortinát is helyettesítette a Ford szedán kínálatában, mivel az 1982-ben megszüntetett modell utódjából, a Sierrából sem létezett még ekkoriban lépcsős hátú változat.
Szintén 1983-ban került piacra a kabrió variáns, melynek karosszériáját a Karmann karosszériaépítő vállalat készítette. Ez volt a Ford európai részlegének első kabriója az 1960-as évekbeli Corsair óta. Az Escort Cabriolet eleinte XR3i és Ghia felszereltségi csomaggal is kapható volt, de a Ghia változatot később elvetették.
1989 decemberében a harmadik generációs Escort volt a leggyakoribb autó az Egyesült Királyság útjain, az akkori adatok szerint ugyanis csaknem 1,5 millió forgalomban lévő darab volt belőlük az országban.

### Sportváltozatok
A Ford szerette volna felvenni a versenyt a Volkswagen Golf GTi változatával, ezért bemutatta a sportos XR3-at. A sportosabb hangolású futómű és a sportos külső kiegészítők mellett az autóba eleinte az 1,6 literes CVH motor nagyobb teljesítményű változatát szerelték, duplatorkú Weber karburátorral. 1982 októberében jelent meg az üzemanyag-befecskendezős változat, mely az XR3i nevet kapta. Fél évvel korábban debütált a szintén injektoros, RS1600i nevű limitált példányszámú (8659 db) variáns. A Kölnben tervezett RS számítógép által vezérelt gyújtást és módosított hengerfejet kapott, aminek köszönhetően teljesítménye 115 lóerőre (85 kW) nőtt.
1984 októberében elkészült az RS Turbo nevű turbófeltöltős változat, mely 132 lóerős (97 kW) teljesítmény leadására volt képes. Az RS Turbo 1985 elején került piacra, de sokakban csalódást keltett, mivel bemutatását többször elhalasztották, illetve felépítése miatt is komoly kritikákat kapott. A kocsi első sorozatából mindössze 5000 darab készült, és csak néhány európai országban árulták. Az RS 1600i könnyűfémfelnijei kerültek rá, Recaro sportüléseket és részlegesen önzáró differenciálművet szereltek bele. Egy kivételével mindegyik fehér fényezéssel készült, az egyetlen fekete példányt kimondottan Diana hercegnő számára gyártották. A második sorozat az 1986-os facelift után jelent meg.

#### RS 1700T
A Ford Escort RS 1700T egy hátsókerék-meghajtású prototípus volt, melyet a Ford tervezett 1980-ban a B csoportos ralibajnokságban való részvételre. A harmadik generációs Escorton alapuló prototípusokba 1,8 literes, turbófeltöltős Cosworth motorok kerültek, melyek csúcsteljesítménye több mint 300 lóerő (224 kW) volt. 1982-ben egy 2,4 literes Hart motoros változat is elkészült. A motor alapjául egy Formula–2-es egység szolgált. A tervezés során fellépő állandó problémák miatt azonban a Ford úgy döntött, hogy lemond a harmadik generációs Escort alapján készülő versenyautókról, és teljesen az alapoktól tervez egy új, négykerék-meghajtású autót, mely képes felvenni a versenyt az Audi Quattróval. Így jött létre a legendássá vált Ford RS200.

### Haszongépjármű-változatok
A háromajtós Escort Van új generációja 1981 februárjában jelent meg a piacokon. A késlekedést az okozta, hogy a generációváltáskor a kereskedésekben még számos eladásra váró második generációs Van állt. A duplaszárnyú hátsó ajtókkal szerelt harmadik generációs Escort Van egyik sajátossága volt, hogy az első oldalablakok mögött egy további kisebb ablak kapott helyet, elősegítve a vezető jobb kilátását, mely ezek nélkül meglehetősen korlátozott lett volna. A kisáruszállító változat alapján létrejött egy pickup is, Bantam néven, amit Dél-Afrikában gyártottak.

### Latin-Amerika
Az Escort gyártása 1983 júliusában kezdődött meg Brazíliában, ahol 1341 és 1555 cm³-es, Renault-alapú Ford CHT motorokkal szerelték őket. Ezek közül mindkettő elérhető volt etanol üzemanyagú változatban is, melyek teljesítménye némileg magasabb volt. A brazil gyártású Escortokat 1983 és 1986 között Svédországba, Norvégiába és Finnországba is exportálták, ahol a Németországban gyártott, alacsony árú Escort L modelleket váltották. Ezeknek az autóknak azonban meglehetősen rossz volt a megítélésük Skandináviában, elsősorban a rozsdásodásra való hajlam és a Renault-alapú motor nedvesperselyes kialakításából adódó problémák miatt. Emellett a brazil motorokat úgy tervezték, hogy 15-20%-os etanoltartalmú benzinnel működjenek, így a tisztán benzines üzem is problémákhoz vezetett. A dél-amerikai hőség miatt a Brazíliában gyártott háromajtós Escortok hátsó ablakai kibillenthetők voltak, szemben az európai változatokkal. Az LX felszereltségű modellek Svájcban is kaphatók voltak, de kizárólag a nagyobb hengerűrtartalmú motorral. Brazíliában volt egy XR-3 nevű sportváltozat, mely csak etanolos üzemű változatban volt elérhető. A kocsik három- és ötajtós ferde hátú karosszériával voltak kaphatók, de később megjelent egy kétajtós szedán is, Ford Verona/Volkswagen Apollo néven. Ez teljesen más volt, mint az Európában az Escort szedán változataként ismert Orion.

### Dél-Afrika
Az új Escort 1981 márciusában jelent meg a Dél-afrikai Köztársaságban, 1,3 és 1,6 literes motorokkal a kínálatban. Az ottani változatok néhány apró részletben különböztek az Európában ismert modellektől, a helyi beszerelésű alkatrészekre vonatkozó szabályozások miatt. A sportos XR3 változat is kapható volt az országban, Ford XR3 néven, Escort XR3 helyett.

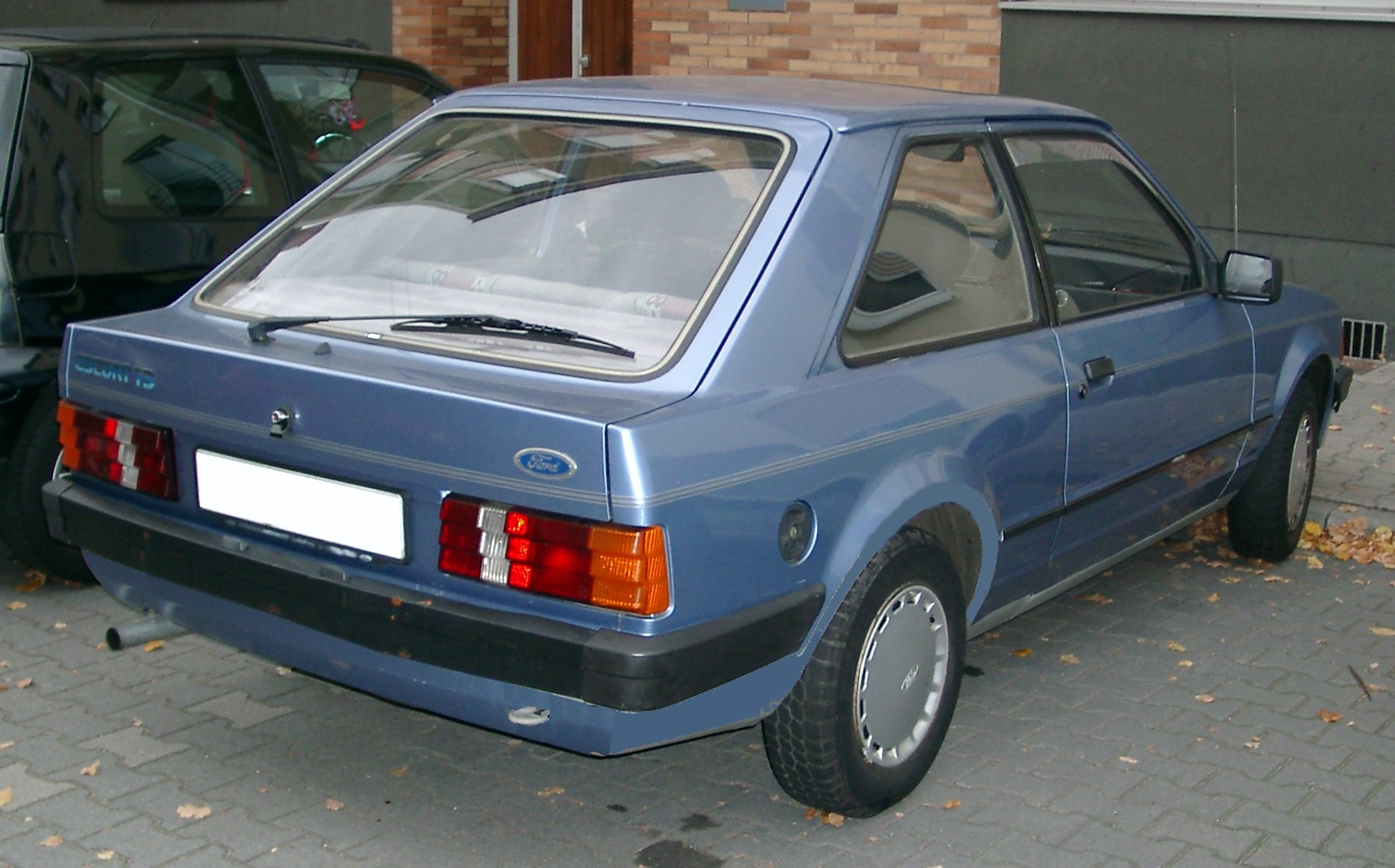
A háromajtós ferde hátú változat hátulról
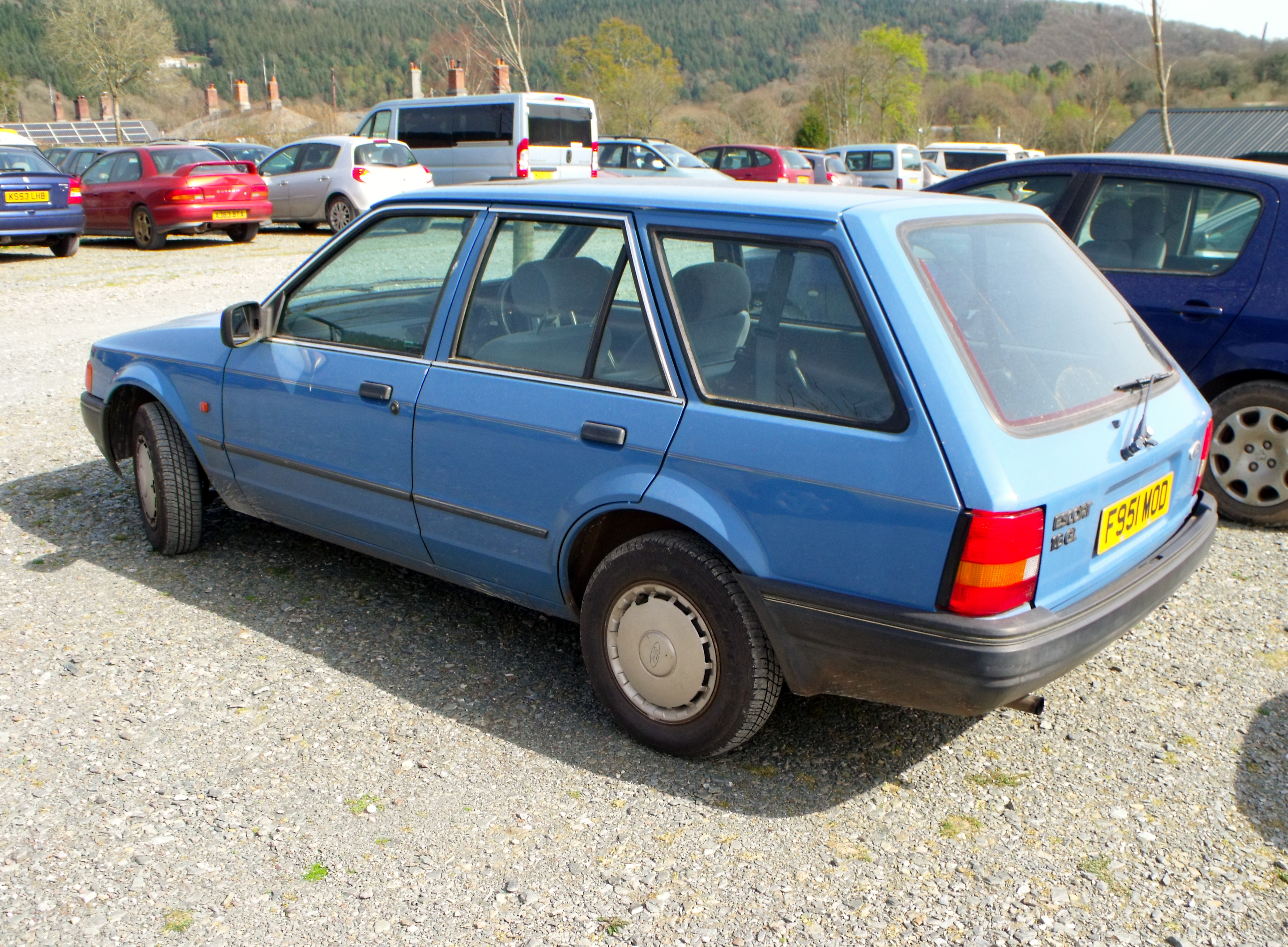
Ötajtós kombi változat
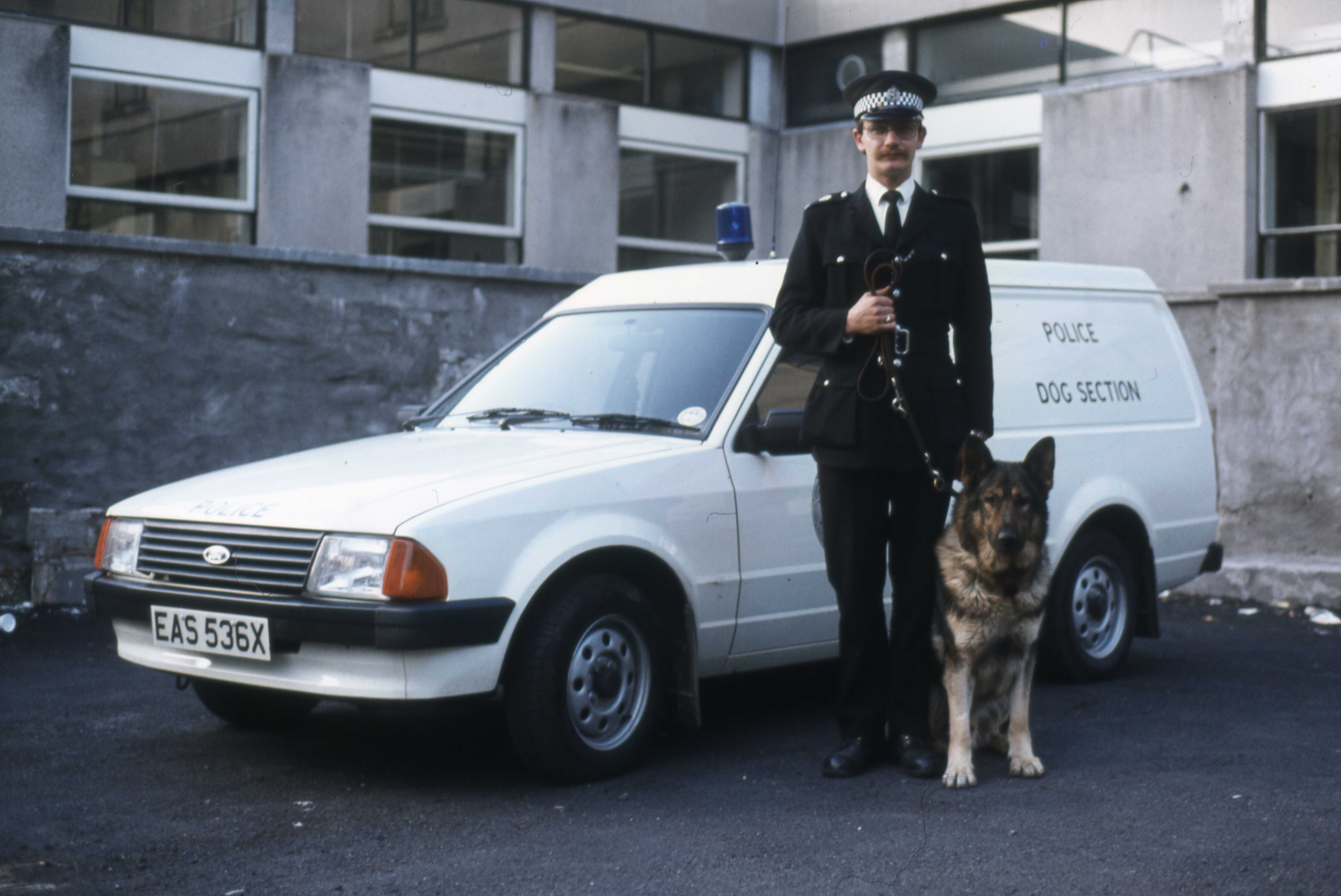
Rendőrkutya-szállítóként használt Escort Van
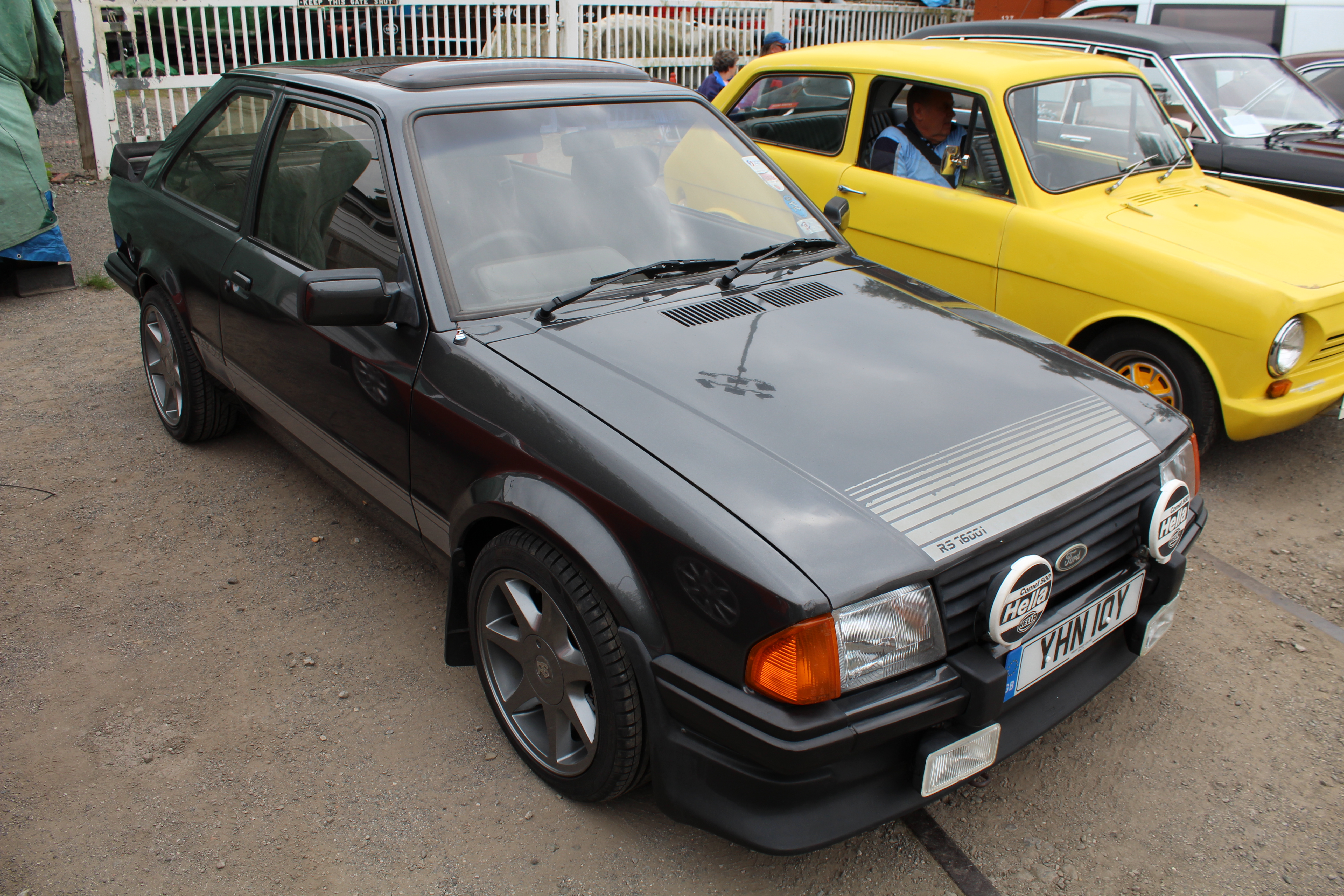
A limitált példányszámú Ford Escort RS1600i
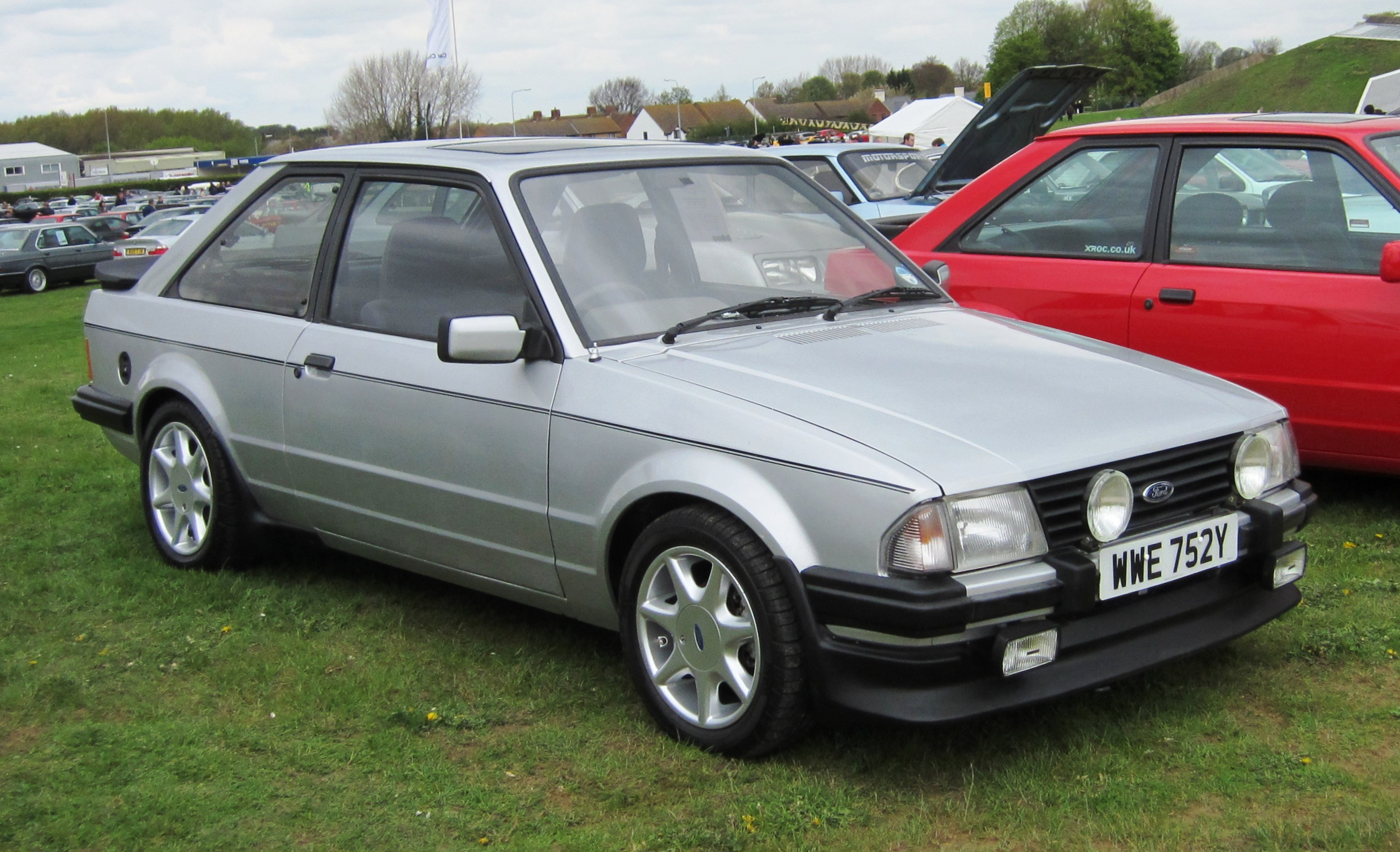
Ford Escort XR3
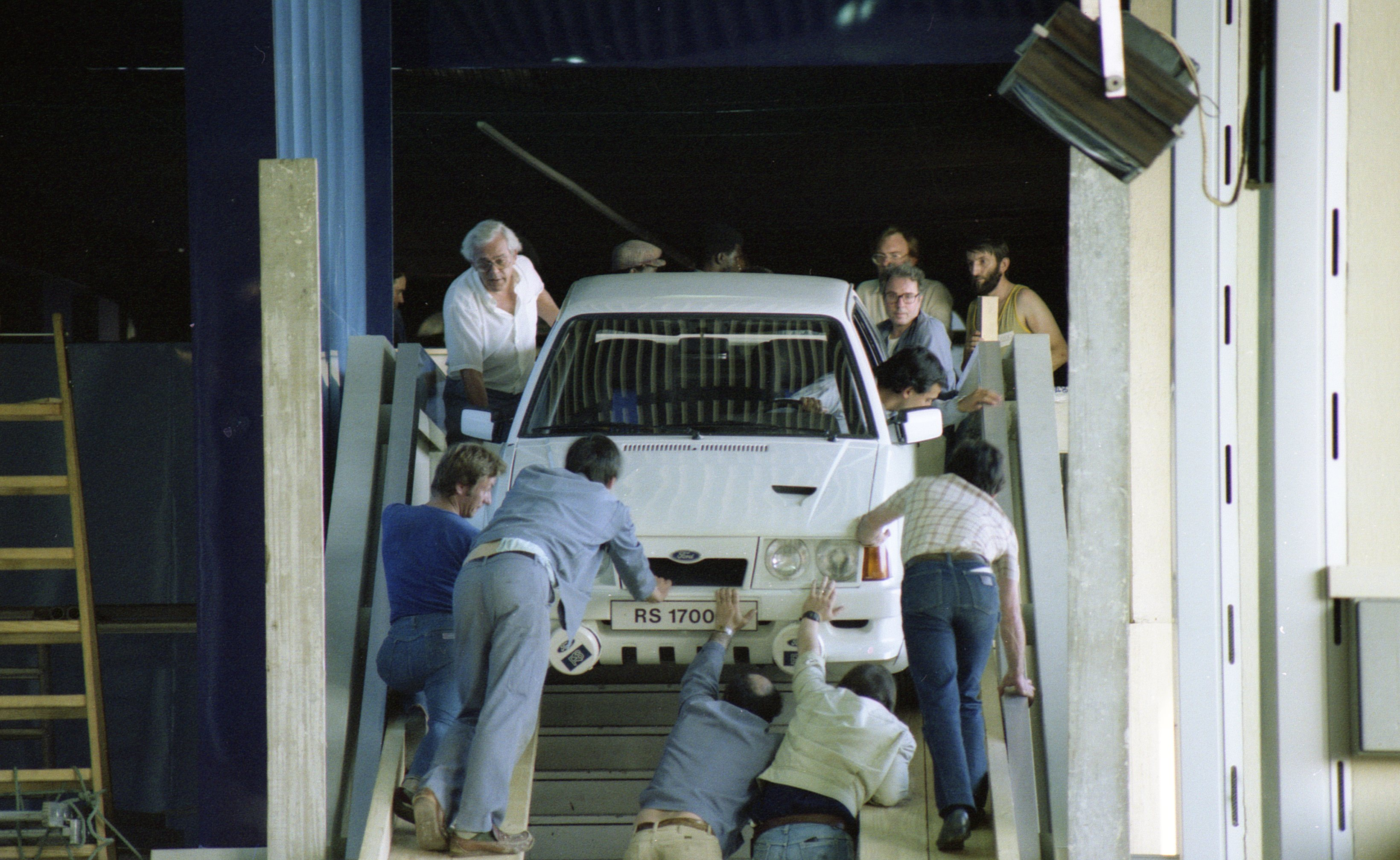
Az RS 1700T prototípus egy kiállításon

## Negyedik generáció (1986–1992)
1986 márciusában mutatták be az Escort negyedik generációját, mely nem tartogatott olyan komoly változtatásokat, mint korábban a harmadik generáció. Az "Erika-86" kódnevű autó könnyedén megkülönböztethető volt elődjétől modernizált orrészéről és a sima felületű hátsólámpáiról. Belül néhány kisebb változtatás mellett a műszerfal is némileg átalakult. Az opcionálisan rendelhető új berendezések közé tartozott egy mechanikus ABS (alapfelszereltség az RS Turbo modelleken), az üzemanyag-befecskendezős modellek esetén egy üzemanyagfogyasztás-mérő fedélzeti számítógép, valamint fűtött első szélvédő. Az alacsony üzemanyagszintre, olajszintre, ablakmosófolyadék-szintre és a kopott fékbetétekre figyelmeztető ellenőrzőlámpa-rendszer azonban egyik felszereltségi csomaghoz sem járt. Légkondicionáló berendezés nem volt rendelhető Európában, de az Argentínában és Brazíliában eladott modellekhez elérhető volt.
Az Escort megújítása már esedékes volt, hiszen a riválisok közül a General Motors már másfél évvel korábban bemutatta az Opel Kadett E-t (az Egyesült Királyságban Vauxhall Astra), a Volkswagen még korábban megjelentette a második generációs Golfot, illetve az Austin Maestro és a Peugeot 309 is a piacokon volt már.
1987-ben megjelent egy új, LX nevű felszereltségi csomag, mely az L és a GL modellek között helyezkedett el. Ugyanebben az évben megújult a kocsi belsőtere, és egy 1,4 literes CVH motor is bekerült a kínálata. Emellett a mérnökök igyekeztek orvosolni azokat a felfüggesztéssel kapcsolatos problémákat, melyek miatt a vásárlók nehézkes irányíthatóságra és rossz menetkomfortra panaszkodtak, de nem jártak sikerrel.
1988-ban bemutattak egy nagyobb, 1,8 literes dízelmotort, az 1,1 és 1,3 literes Valencia motorok helyét pedig átvették a velük közös alapokon nyugvó CHS egységek, melyeket eredetileg a harmadik generációs Fiestához fejlesztettek. Az XR3i és Orion Ghia modellekben egy Ford által tervezett üzemanyag-befecskendező rendszer váltotta a Bosch K-Jetronic injektorokat, míg az 1,4 literes motorral szerelt autókba karburátor helyett központi üzemanyag-befecskendező került.
Az előző változatból ismerős háromsebességes automata sebességváltó sokáig a negyedik generációhoz is kapható volt, majd a gyártás vége felé leváltotta azt egy CTX nevű fokozatmentes váltó, ami néhány évvel azelőtt a Fiestában mutatkozott be. Az Escort-alapú Orion hasonló változtatásokon esett át. 1989 és 1990 között gyártottak egy 1600E nevű luxusfelszereltségű Oriont, bőrülésekkel, üzemanyag-befecskendező rendszerrel, könnyűfémfelnikkel és Ghia felszereltségi csomaggal. Emellett egy alacsony felszereltségű L változat is megjelent.
Az európai piacokra szánt Escortok továbbra is Angliában, Halewoodban és Nyugat-Németországban, Saarlouisban készültek. Az eladási adatok folyamatosan kedvezőek voltak, és az 1980-as évek második felében a venezuelai Valenciában is elkezdték gyártani a modellt, az eredetileg a Fiesta számára létrehozott üzemben. Az európai gyártás 1990-ben ért véget.
A gyártás befejezése után Dél-Afrikában az Escort helyét átette a Laser és a Meteor. Az Escorton alapuló Bantam pickupot továbbra is gyártották, újabb verziót is kiadtak belőle, melyek közül néhány Mazda Rustler néven került a piacra.

### Brazília
Az AutoLatina egyezmény értelmében a Brazíliában gyártott Escortokhoz megrendelhető volt a Volkswagen 1,8 és 2,0 literes motorja, míg néhány Volkswagen modellhez kaphatóak voltak a Ford CHT erőforrásai. Emellett 1,0 és 1,6 literes CHT motorok voltak elérhetők az Escorthoz. Brazíliában 1992-ig gyártották a negyedik generációt, kivéve a Hobby nevű változatot, mely egészen 1996-ig a piacon maradt.
A Hobby egy 1993-ban bemutatott változat volt, mely az 1,3 literes CHT motor 1,0 literesre "zsugorított" változatát kapta, 50 lóerős (37 kW) teljesítménnyel. Ez a motor kizárólag Brazíliában volt elérhető, a világ többi részén az 1,1 literes erőforrás volt a legkisebb. A nem egész egy literes motor nem volt erős, de üzemanyag-takarékos volt, ráadásul kis hengerűrtartalma miatt kiemelkedően kedvező adózási feltételek vonatkoztak rá. Az elérhető legerősebb változat a 105 lóerős (77 kW) XR3 Formula volt, mely 1991-ben jelent meg. Fedélzeti számítógép egyik modellhez sem volt rendelhető az országban.

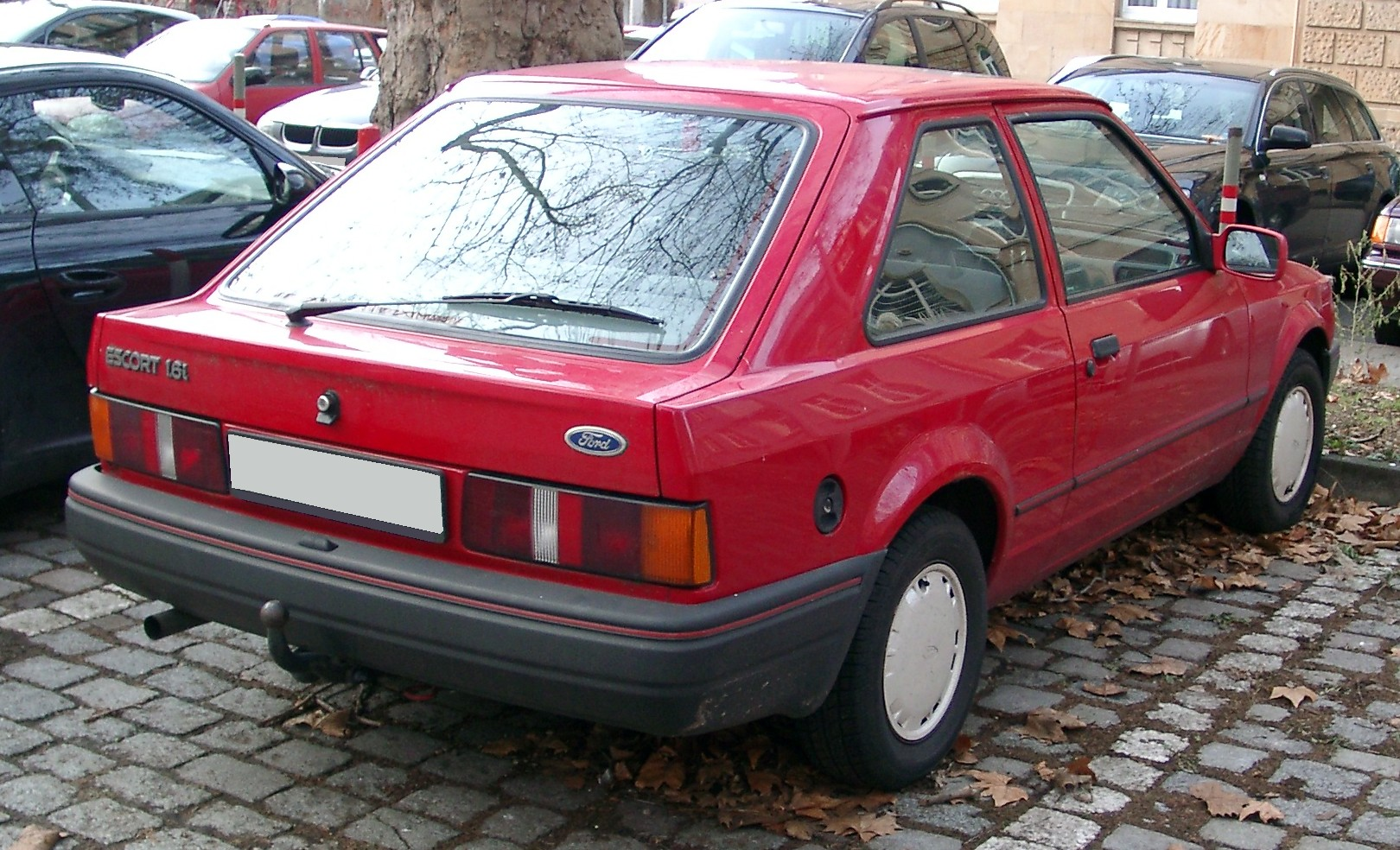
A negyedik generációs Escort hátulról
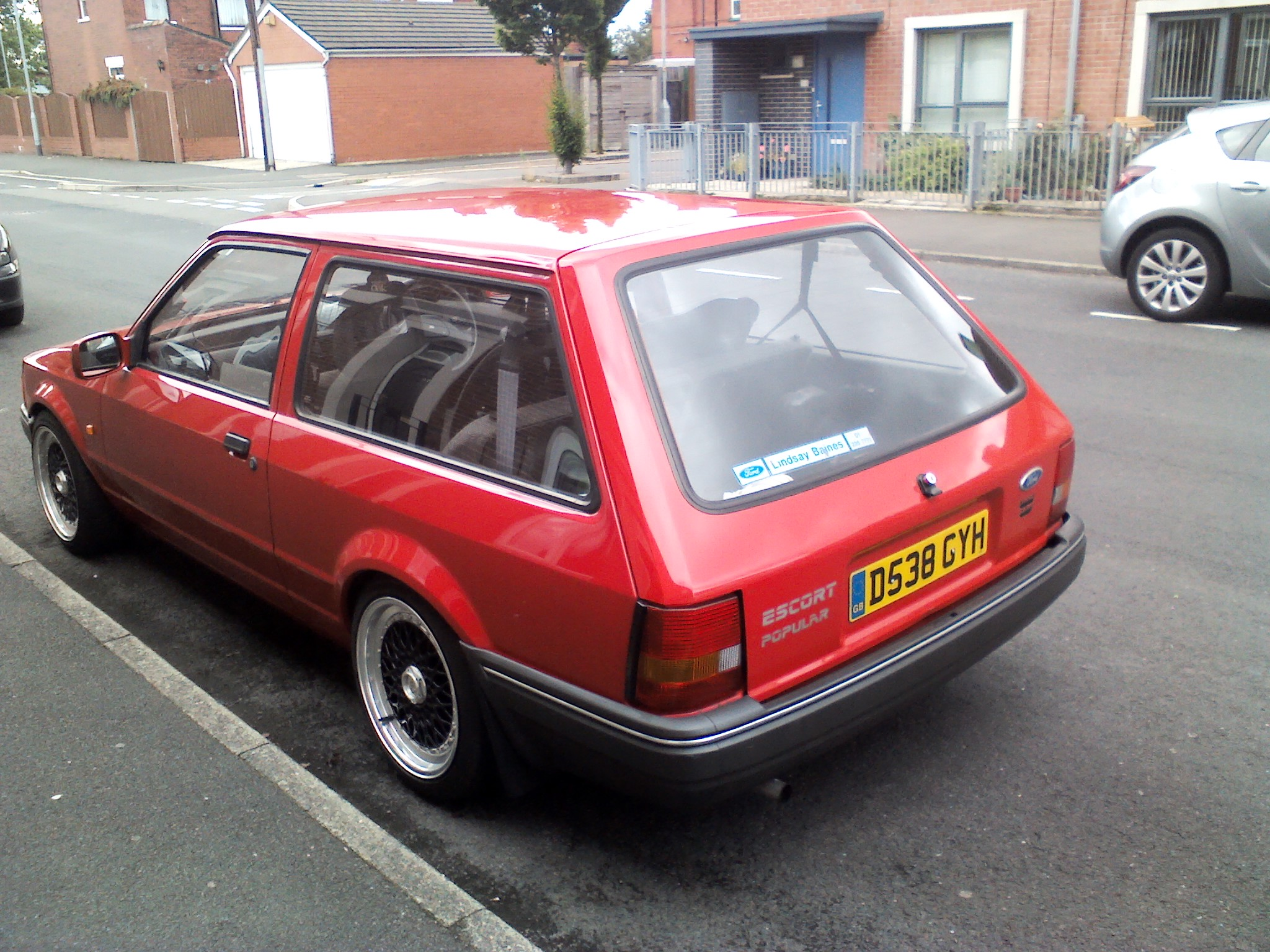
1987-es kombi változat
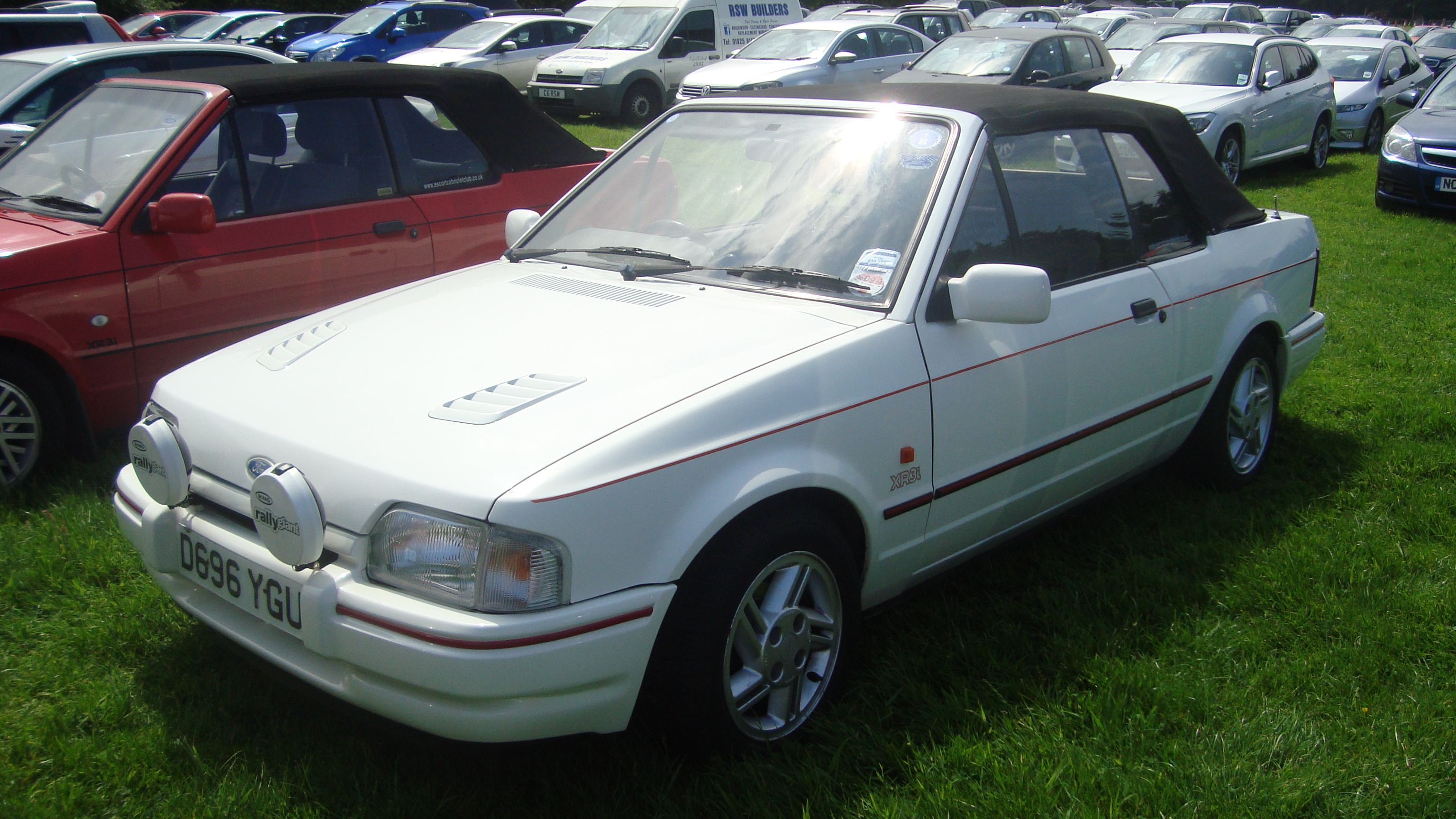
1987-es XR3i kabrió
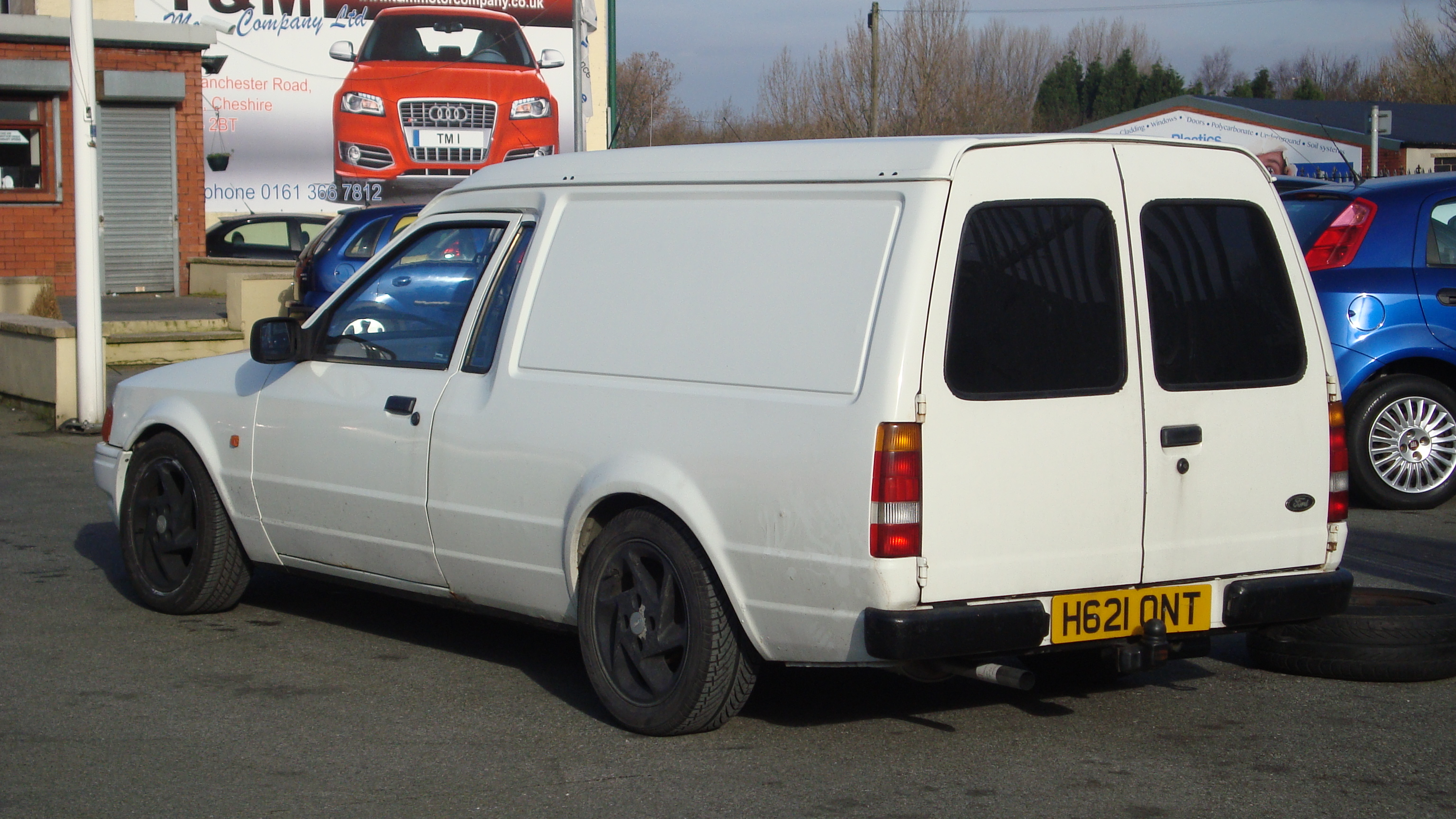
A kisáruszállító változat hátulról
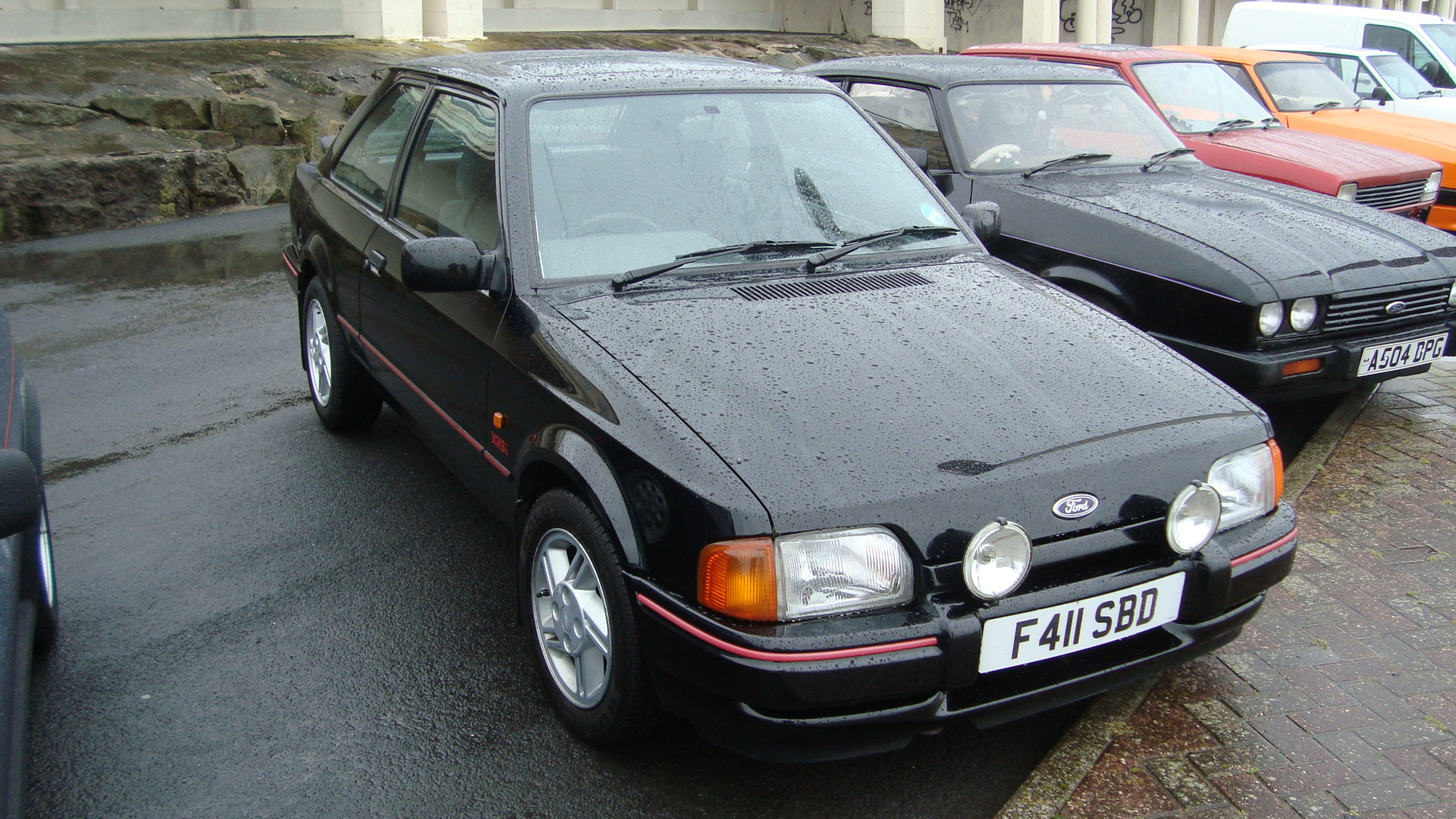
1988-as Escort XR3i
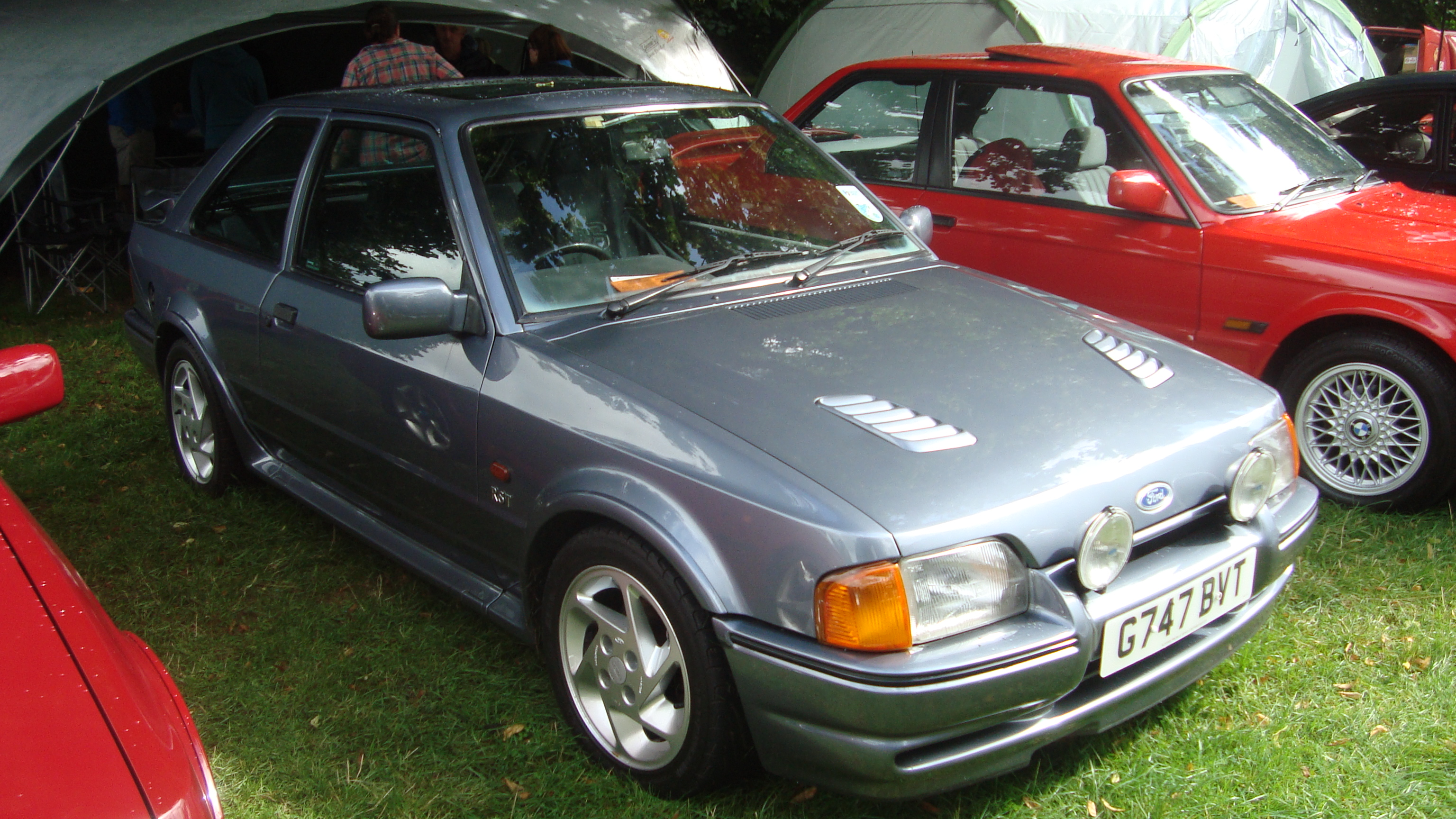
1990-es Escort RS Turbo

## Ötödik generáció (1990–1997)
Az Escort ötödik generációja (és az Orion harmadik generációja) 1990 szeptemberében jelent meg, teljesen megújult karosszériával és egy egyszerűsített torziós rudas hátsó felfüggesztéssel (a harmadik generáció teljesen független kialakítása helyett). A motorkínálatban eleinte elérhetők voltak az előző változatból már ismert 1,3 literes HCS, az 1,6 literes CVH és az 1,8 literes dízelmotorok. Ezek a motorok szinte teljesen változatlanul kerültek be az új modellbe, amiért sok kritika érte a Fordot a fejlesztések hiánya miatt. A kocsiról nem volt jó véleménnyel az autós szaksajtó, főleg középszerű vezetési dinamizmusát és könnyen felejthető formavilágát emelték ki negatívumként.
1992 elején megjelentek az új 16 szelepes Zetec motorok, melyek javítottak az autó vezethetőségén és menetdinamikáján. Visszatért az XR3i változat is, melybe kétféle 1,8 literes Zetec motort szereltek. Az RS2000 1991 őszétől volt megvásárolható, a Sierra 2,0 literes, 16 szelepes erőforrásával, mely 148 lóerős (110 kW) teljesítmény leadására volt képes. Utóbbi változatnak a felfüggesztését is módosította a gyár, így könnyebben kezelhetővé és kényelmesebbé vált. A rendelhető berendezések listája is tovább bővült az elődhöz képest, az Escorthoz most már szervokormány, elektromos ablakemelő, központi zár, elektromos ABS és légkondicionáló is kérhető volt. Ezek közül néhányat a belépő szintű modellhez is meg lehetett rendelni.
A Sierra Sapphire RS Cosworth változat leváltására hivatott Escort RS Cosworth 1992 elején jelent meg. A sikeres raliversenyzés mellett a Ford a szuperautó-vásárlókat is szerette volna megszólítani az autóval, melynek 2,0 literes, 16 szelepes motorja 224 lóerős (167 kW) teljesítményre volt képes 241 km/h-s végsebesség mellett. A négykerék-meghajtás mellett a kocsi másik fő jellegzetessége a "bálnafarokra" hasonlító hátsó légterelő szárny volt.
Eredetileg mindössze 2500 darab készült volna az RS Cosworth modellből, homologizációs célokból, de a nagy érdeklődére való tekintettel a Ford folytatta a gyártását. Az 1995 utáni modellekbe kisebb turbófeltöltő került, mint az első 2500-ba, és a bálnafarok spoiler is csak felárért volt megrendelhető hozzá. A mára klasszikussá vált változat gyártása 1996-ban fejeződött be. Mindössze a karosszériája hasonlított a hagyományos Escort modellekre, műszakilag közelebb állt a Sierrához, hiszen annak a négykerék-meghajtáshoz kialakított padlólemezét kapta és motorja is hosszában lett beépítve.
Dél-Amerikában 1992-ben kezdték el gyártani az új generációt, Brazíliában és Argentínában, a Ford és a Volkswagen közös üzemeiben (Autolatina). A kínálat legerősebb tagja, az Escort XR3i 2,0 literes Volkswagen motort kapott, mely 114 lóerős (85 kW) volt. Ugyanezen generáció műszaki alapjain létrejött két Volkswagen modell is Dél-Amerikában, a Pointer (ötajtós ferde hátú) és a Logus (kétajtós szedán).

### Facelift
Bár az autó népszerű volt a vásárlók körében, a sajtótól sok kritikát kapott megjelenése és menetkomfortja miatt, ezért a Ford 1992 szeptemberében az Orionnal együtt megújította. Új hűtőrács és motorháztető került a kocsira, a ferde hátúaknak pedig a hátulja is átalakult. Az ütközésbiztonságot is javították oldalmerevítőkkel, megerősített biztonsági utascellával, fejlettebb gyűrődési zónával, első biztonságiöv-előfeszítőkkel és légzsákokkal. Megjelent egy új, 16 szelepes, 1,6 literes DOHC motor, 89 lóerővel (66 kW), mely leváltotta a korábbi CVH erőforrást. Az üzemanyag-befecskendező rendszer minden benzines modellen alapfelszerelés lett, és az RS2000-ből is megjelent egy négykerék-meghajtású változat, melynek irányítása sokkal jobb volt, mint a korábbi elsőkerék-meghajtásúaké. Az Escort modellek közt elsőként az RS2000 és XR3i változatokon alapfelszereltség lett a négy tárcsafék.
1993-ban bemutattak egy új 1,3 literes és egy 1,4 literes CFi benzinmotort, valamint az 1,8 literes dízelmotor is megújult. 1993 szeptemberében a Ford elhagyta az Orion márkanevet, és a szedán karosszériás változat is az Escort kínálatának a része lett. Néhány hónappal később leállt az XR3i gyártása.

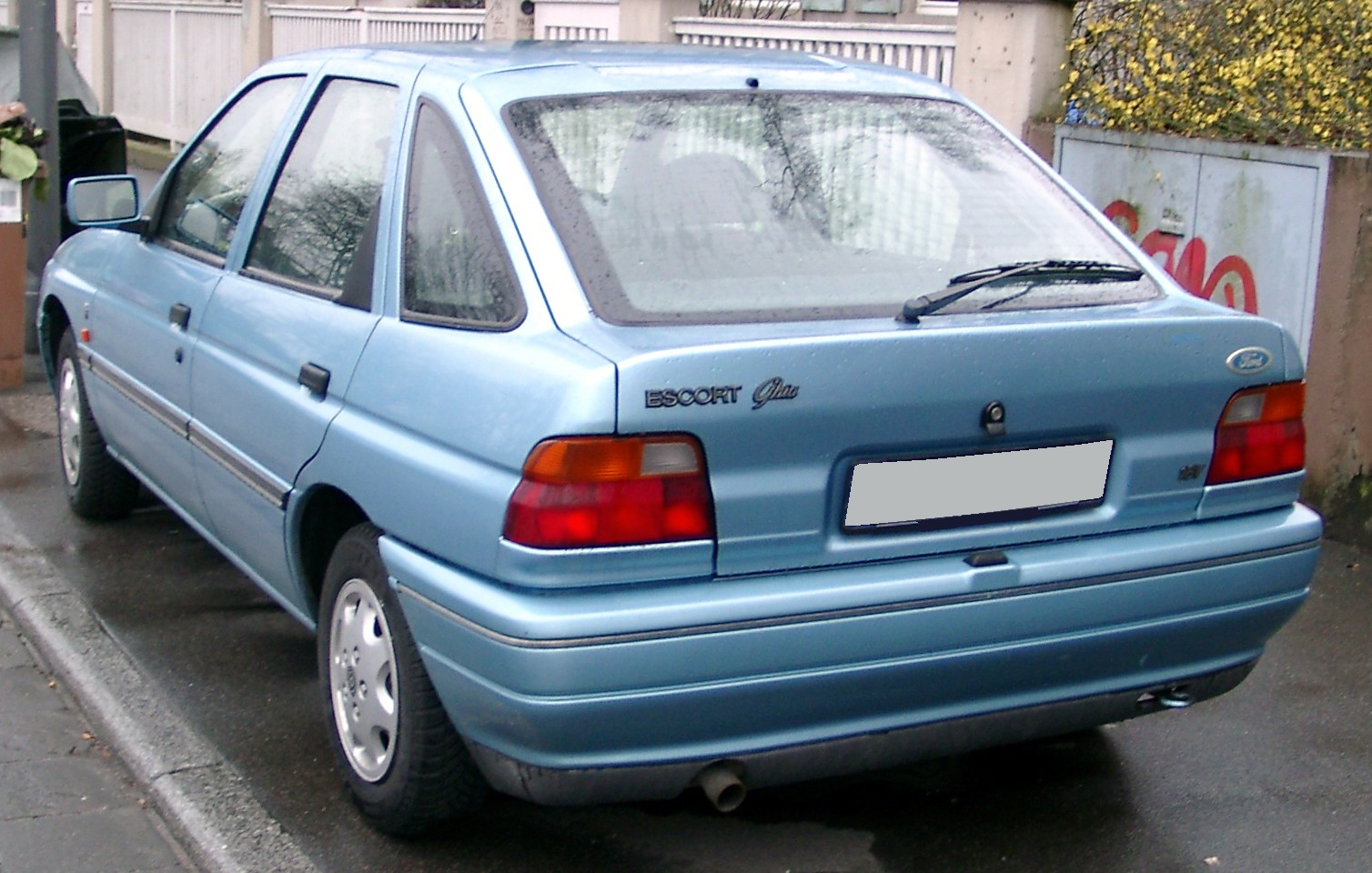
Az ötödik generációs Escort hátulról
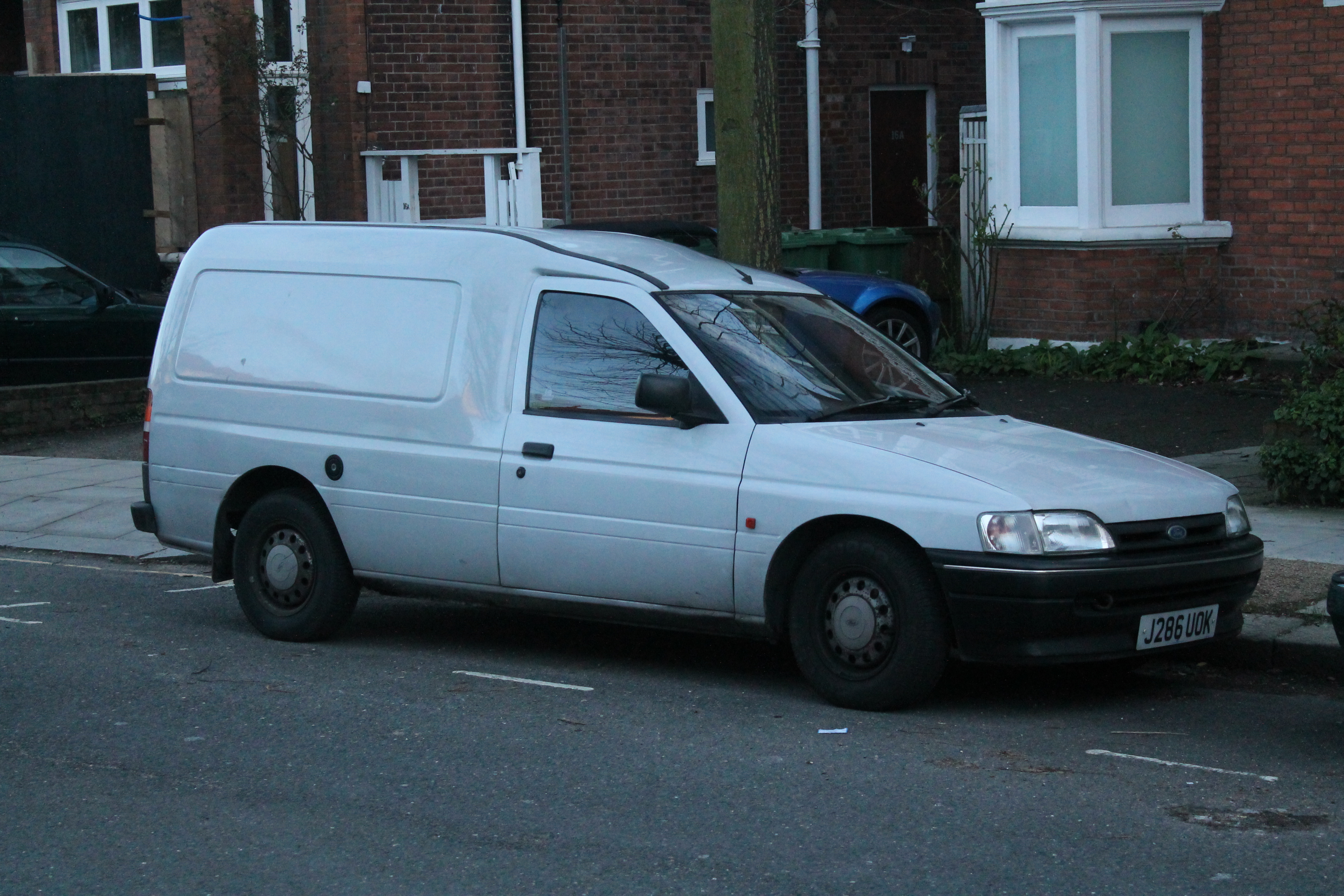
1992-es kisáruszállító változat
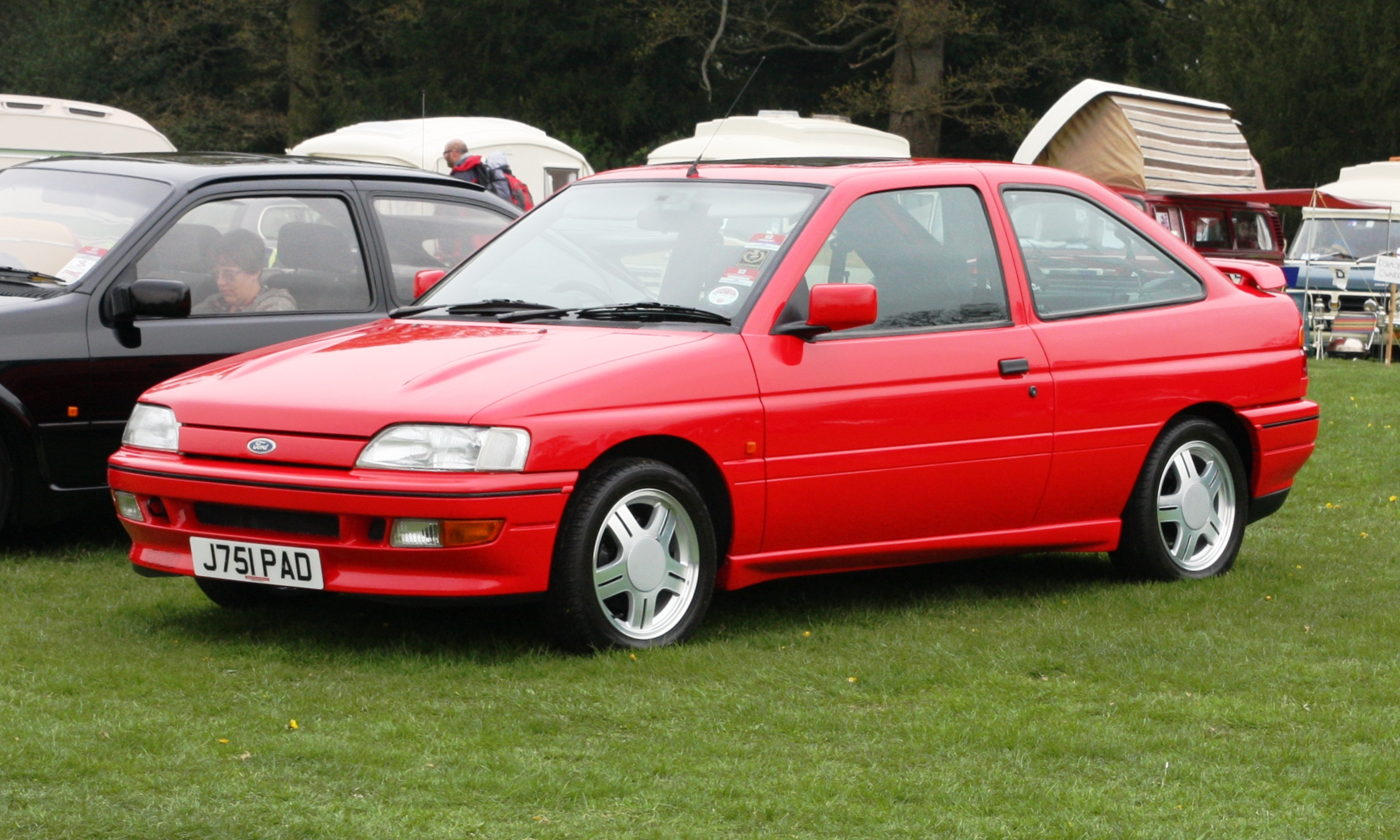
1992-es RS2000
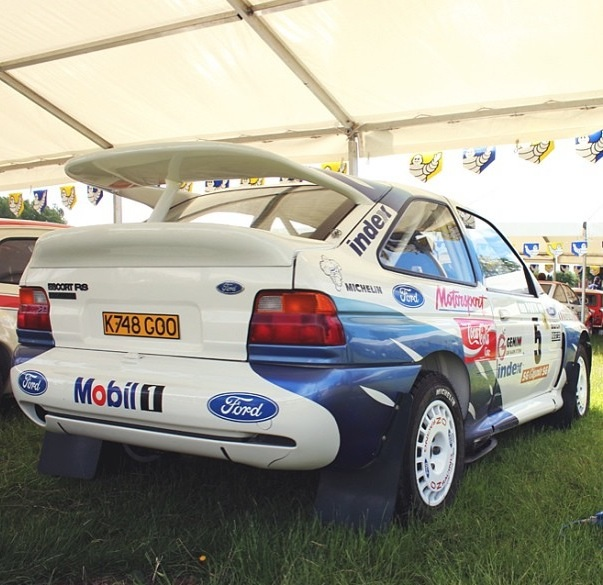
1993-as RS Cosworth a jellegzetes "bálnafarokkal"
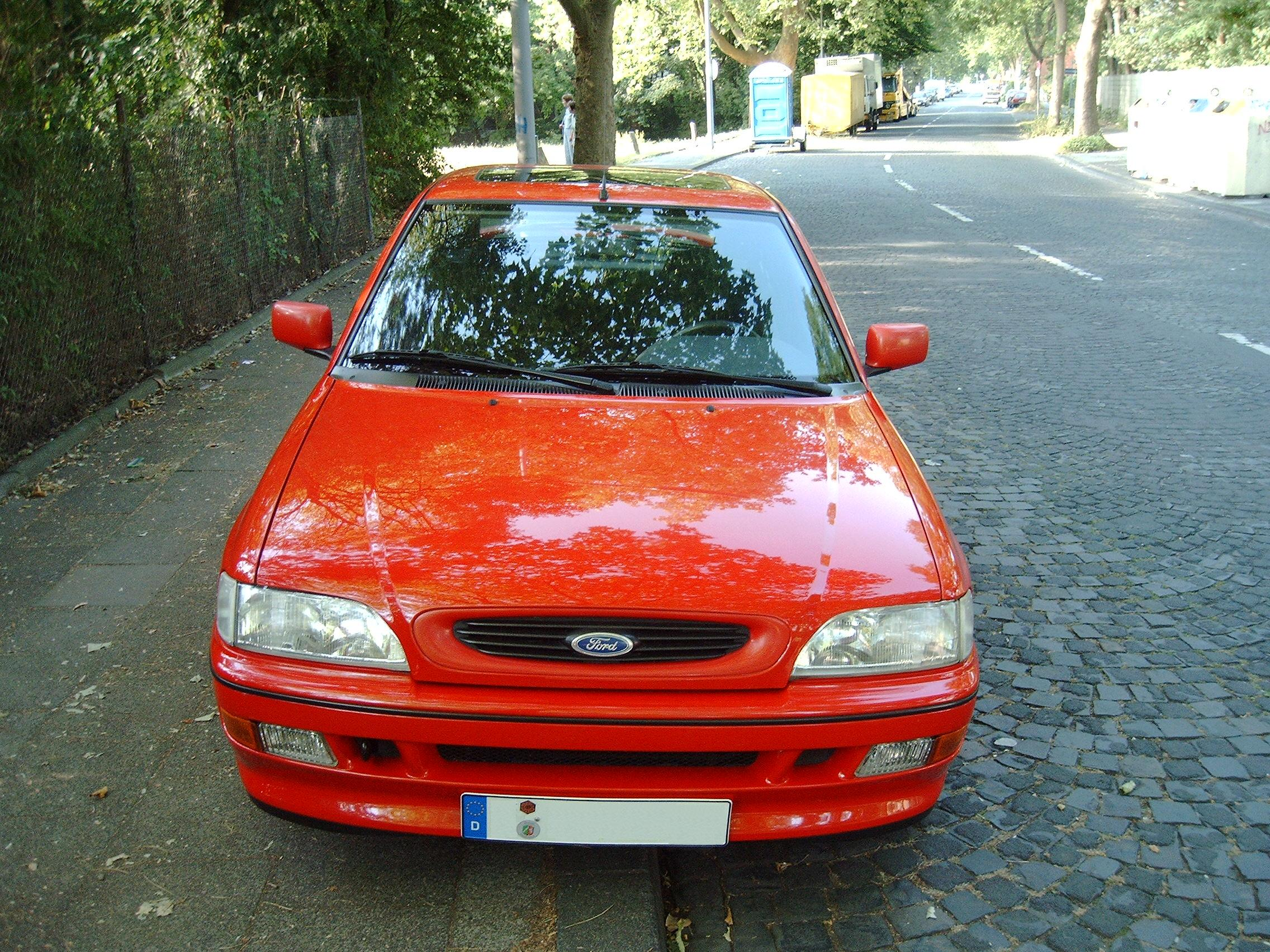
A faceliften átesett Escort elölről
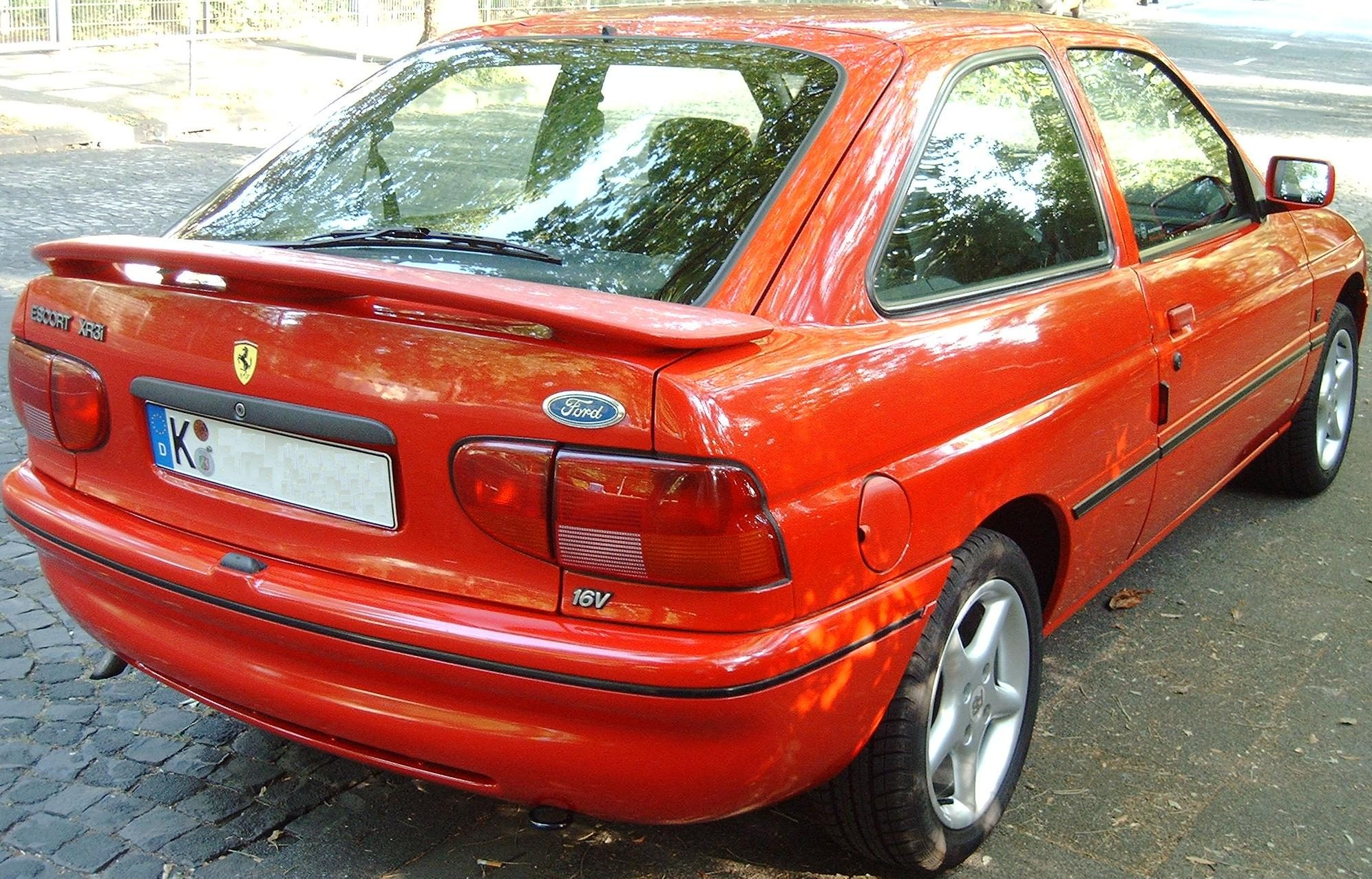
...és hátulról

## Hatodik generáció (1995–2004)
A hatodik és egyben az utolsó generáció 1995 januárjában jelent meg, és nagyrészt az előző változatra épült. Az új modellre új motorháztető, fényszórók, első sárvédők, külső visszapillantó tükrök, négyféle új hűtőrács és új kilincsek kerültek. A belsőtér is megújult, mivel az 1990-ben bemutatott ötödik generáció belsejét sok kritika érte az olcsó hatású műanyagok miatt. Az új Escort belseje minőségibb és versenyképesebb lett, de ezzel együtt a kocsi műszaki alapjai már ötévesek voltak, miközben a rivális modellek teljesen megújultak vagy készültek a megújulásra.
A két belépő szintű motort is modernizálták. Az 1,3 literes benzinmotor most már a Kent/Valencia motorcsalád utolsó változatába, az Endura-E-be tartozott, melyet a negyedik generációs Fiestában és a Kában is használtak, míg az 1,4 literes CVH-t egy ugyanekkora CVH-PTE egység váltotta. Az 1,8 literes dízelmotor, valamint az 1,6 és 1,8 literes Zetec motorok változatlanok maradtak. A már jól ismert BC sorozatú manuális sebességváltó helyére egy frissített iB5 nevű darab került.
Az előző generációhoz képest javult az irányíthatóság és a menetkomfort is, a felfüggesztés átalakításának köszönhetően. A sportos Si modellek felfüggesztését keményebbre hangolták, de felszereltsége megegyezett az LX változatokéval, néhány változtatástól eltekintve. Ilyenek voltak például a sportosabb kinézetű lökhárítók, a sportülések és a fehér számlapos műszerek.
Az RS modellek gyártása 1996 júniusában befejeződött, ezután nem készült több változat a híres RS Escortokból. Az RS név legközelebb 2002-ben, a Focus RS bemutatásável tért vissza. 1996-ban elérhetővé vált egy Ghia X nevű variáns, melyben alapfelszereltség volt a légkondicionáló és a hatlemezes CD-lejátszó. A hagyományos Ghia modellek felszereltségét némileg korlátozta a gyár, amivel megfizethetőbbé váltak az ilyen autók.
Az Escort utolsó új változata, a GTi 1997-ben került a piacokra. Ez volt az egyetlen Ford modell Európában, mely a GTi nevet kapta. Ebbe ugyanaz az 1,8 literes, 114 lóerős (85 kW) Zetec-E motor került, amit más modellekhez is meg lehetett vásárolni, de megkapta a korábbi RS2000 karosszéria-kiegészítőit, valamint félbőr ülésekkel és ABS-szel szerelték. A GTi három- és ötajtós ferde hátú, valamint kombi karosszériával volt megvásárolható.
1998-ban a Ford bemutatta a Focust az Escort leváltására. Az is eldőlt, hogy 30 év után nem készült több autó Escort modellnév alatt. Az Escortot Európában még tovább két évig gyártották, a Focusszal párhuzamosan, de az Egyesült Királyságban már csak "Flight" és "Finesse" változatban volt elérhető, kizárólag 1,6 literes benzines és 1,8 literes turbódízel motorral, valamint a háromajtós ferde hátú, a négyajtós limuzin és a kabrió gyártása is leállt.
A Flight ára 10 380 font volt, amelyért cserébe első elektromos ablakemelő, háromsebességű ventilátor és kazettalejátszó járt. További 1000 fontért az autóhoz rendelhető volt légkondicionáló, CD-lejátszó, ködlámpa, metálfény és könnyűfémfelni. A versenyképes áraknak köszönhetően az Escort eladásai kedvezőek maradtak, egészen addig, amíg 2000 júliusában be nem fejeződött a gyártás a halewoodi üzemben. A gyárat a Jaguar vette át, és 2001-től itt gyártotta az X-Type szedán változatát. A Ford jelenleg csak egy kis részleget tart fenn Halewoodban, ahol sebességváltók összeszerelésével foglalkoznak. Argentínában 2004-ig folytatódott a ferde hátú és a kombi karosszériás Escortok gyártása, melyeket a gyártás utolsó éveiben a Focusszal párhuzamosan árultak.
A kisáruszállító változat gyártását tovább folytatták egy a halewoodi gyár mögött található üzemben, amíg 2003-ban le nem váltotta azt a Transit Connect. Egészen 1968 óta kaphatók voltak Escort-alapú furgonok, melyek az Egyesült Királyságban jóval nagyobb népszerűségnek örvendtek, mint Európa kontinentális részén. Az Escort elődjéből, az Angliából szintén készültek kisáruszállító változatok. Az újonnan bemutatott Transit Connectet már nem Halewoodban, hanem Törökországban gyártották.
Chilében a hatodik generációs Escortokat EuroEscort néven árulták, hogy elkerüljék az amerikai Escortokkal való összetévesztést, melyek szintén kaphatóak voltak az országban.

### Új-Zéland
Az utolsó generáció nem volt kapható Ausztráliában, Új-Zélandra azonban szállítottak az Egyesült Királyságban gyártott darabokat 1996 és 1998 között, melyek a Ford Lasert váltották. Minden karosszériaváltozat kapható volt, beleértve a furgont is. 1999-ben a kedvezőtlen valutaváltási árfolyam miatt a ferde hátúak és a szedánok behozatalát leállították. Ugyanennek köszönhető, hogy a Laser visszakerült a piacra, és a Focus csak 2003-ban jelent meg az országban. A kombik és a furgonok árusítása 1999 végéig folytatódott, amikor is az Egyesült Királyságban elfogytak a kivitelre szánt darabok. A kombik viszonylag sikeresek voltak az új-zélandi piacon, mivel a helyi összeszerelésű és meglehetősen korszerűtlen Laser KE kombi gyártása 1996-ban befejeződött. Az autók 1,6 és 1,8 literes benzines, valamint 1,8 literes dízelmotorral voltak kaphatók.

### Motorok
| Modell             | Modellév  | Motor                                 | Hengerűrtartalom | Teljesítmény @ ford. | Nyomaték @ ford.   | Végsebesség | Ü.a.-ellátás                        |
| ------------------ | --------- | ------------------------------------- | ---------------- | -------------------- | ------------------ | ----------- | ----------------------------------- |
| 1.3 CFi/H Endura-E | 1995–1998 | Soros négyhengeres, 8 szelepes, OHV   | 1299 cm³         | 60 LE @ 5000         | 101 Nm @ 2500      | 153 km/h    | Benzines, üzemanyag- befecskendezés |
| 1.4 CFi CVH-PTE    | 1995–1998 | Soros négyhengeres, 8 szelepes, SOHC  | 1391 cm³         | 75 LE @ 5500         | 106 Nm @ 2750      | 169 km/h    | Benzines, üzemanyag- befecskendezés |
| 1.6 EFi Zetec      | 1995–2000 | Soros négyhengeres, 16 szelepes, DOHC | 1597 cm³         | 90 LE @ 5500         | 134 Nm @ 3000      | 177 km/h    | Benzines, üzemanyag- befecskendezés |
| 1.8 EFI Zetec      | 1996–1998 | Soros négyhengeres, 16 szelepes, DOHC | 1796 cm³         | 116 LE @ 5750        | 160 Nm @ 4500      | 196 km/h    | Benzines, üzemanyag- befecskendezés |
| 1.8 EFI ZETEC      | 1996–1998 | Soros négyhengeres, 16 szelepes, DOHC | 1796 cm³         | 130 LE @ 5750        | 160 Nm @ 4500      | 200 km/h    | Benzines, üzemanyag- befecskendezés |
| RS2000 I4 DOHC     | 1996      | Soros négyhengeres, 16 szelepes, DOHC | 1988 cm³         | 150 LE @ 6000        | 190 Nm @ 4500      | 210 km/h    | Benzines, üzemanyag- befecskendezés |
| 1.8 D Endura D     | 1995–1998 | Soros négyhengeres, 8 szelepes, SOHC  | 1753 cm³         | 60 LE @ 4800         | 110 Nm @ 2500      | 152 km/h    | Dízel                               |
| 1.8 TD Endura D    | 1995–1998 | Soros négyhengeres, 8 szelepes, SOHC  | 1753 cm³         | 69 LE @ 4500         | 135 Nm @ 2500      | 163 km/h    | Turbódízel                          |
| 1.8 TDi Endura D   | 1995–2000 | Soros négyhengeres, 8 szelepes, SOHC  | 1753 cm³         | 90 LE @ 4500         | 180 Nm @ 2000–2500 | 172 km/h    | Turbódízel                          |

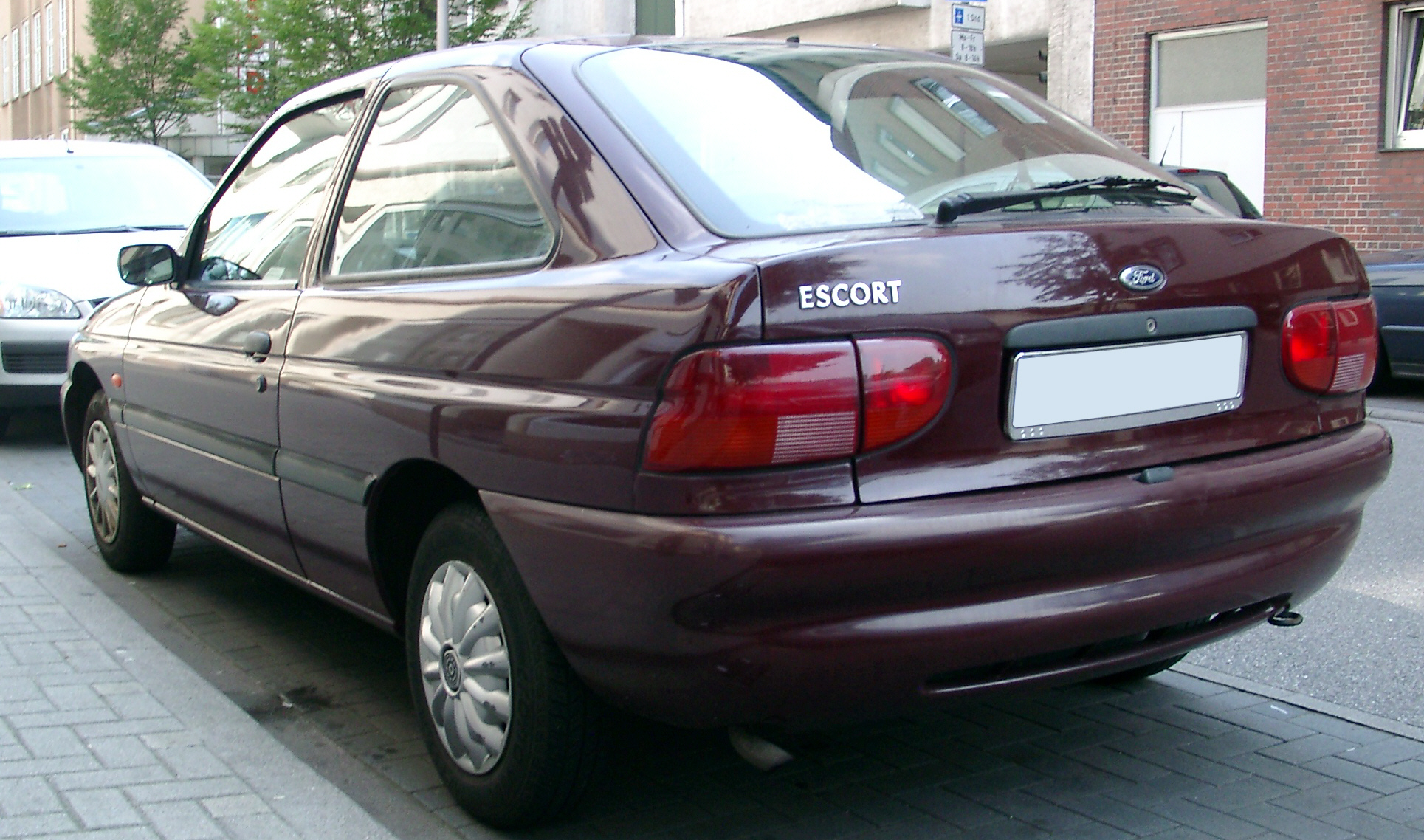
Ferde hátú Escort hátulról
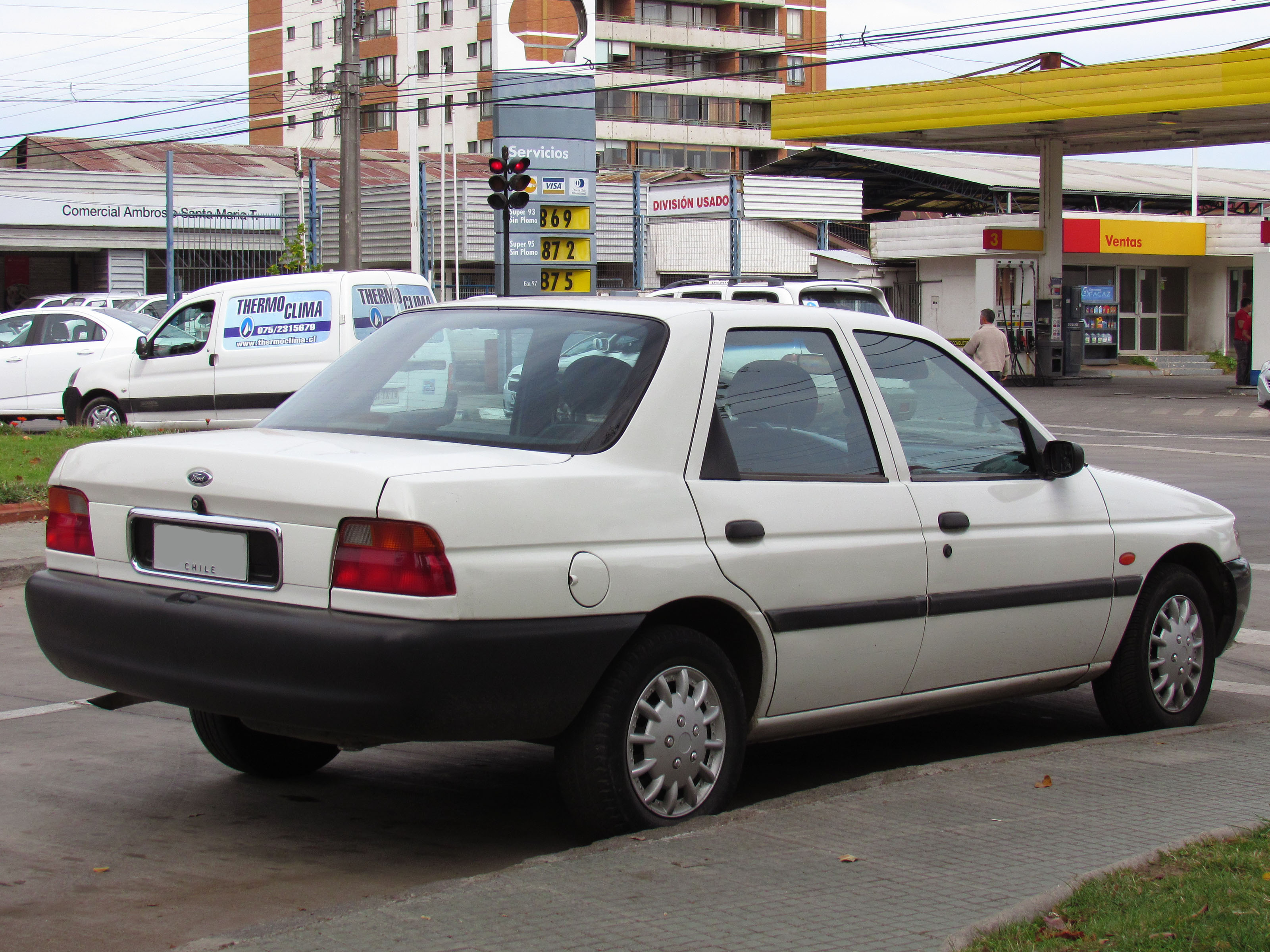
1998-as 1.4 GL szedán Escort
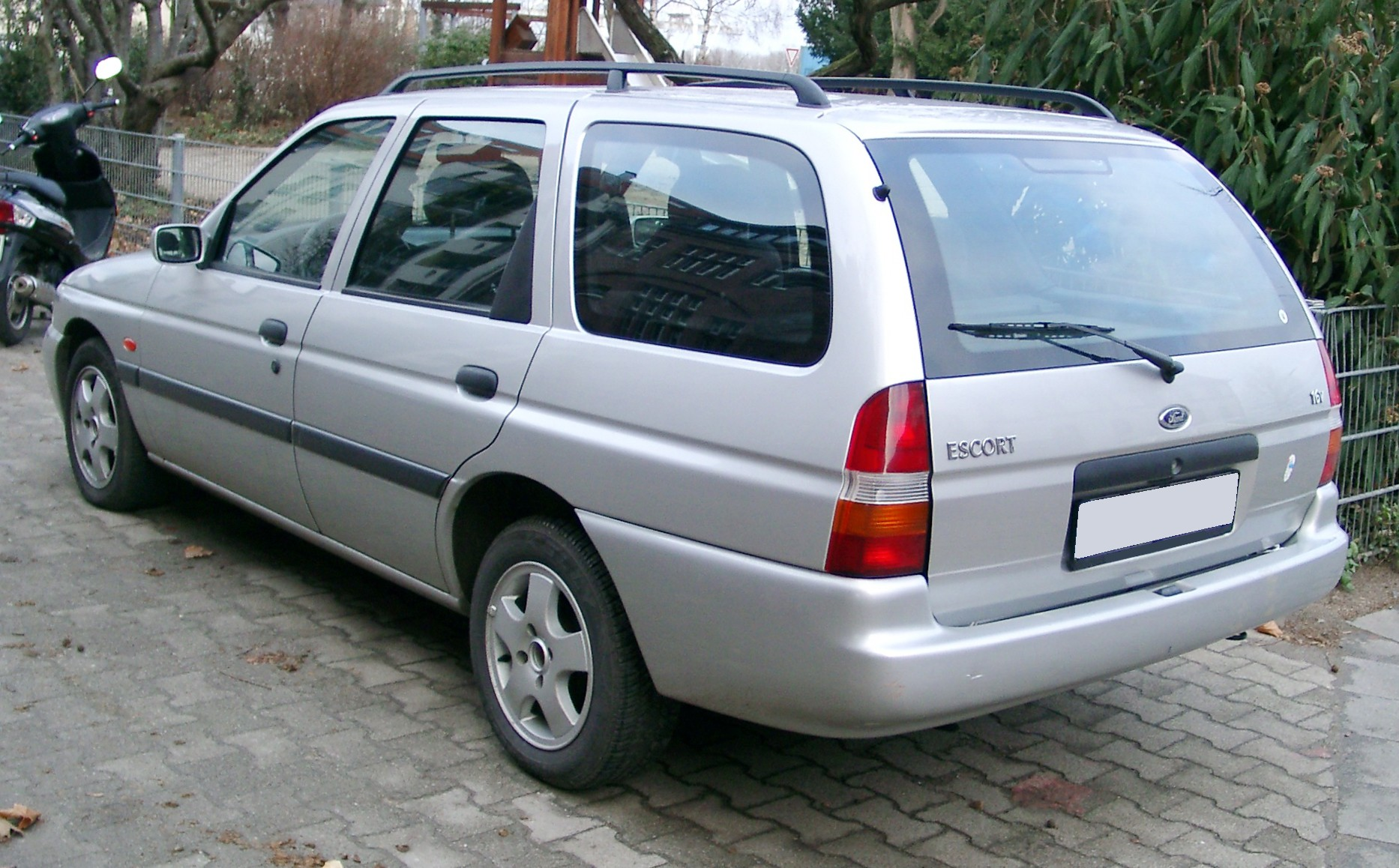
Kombi Escort hátulról
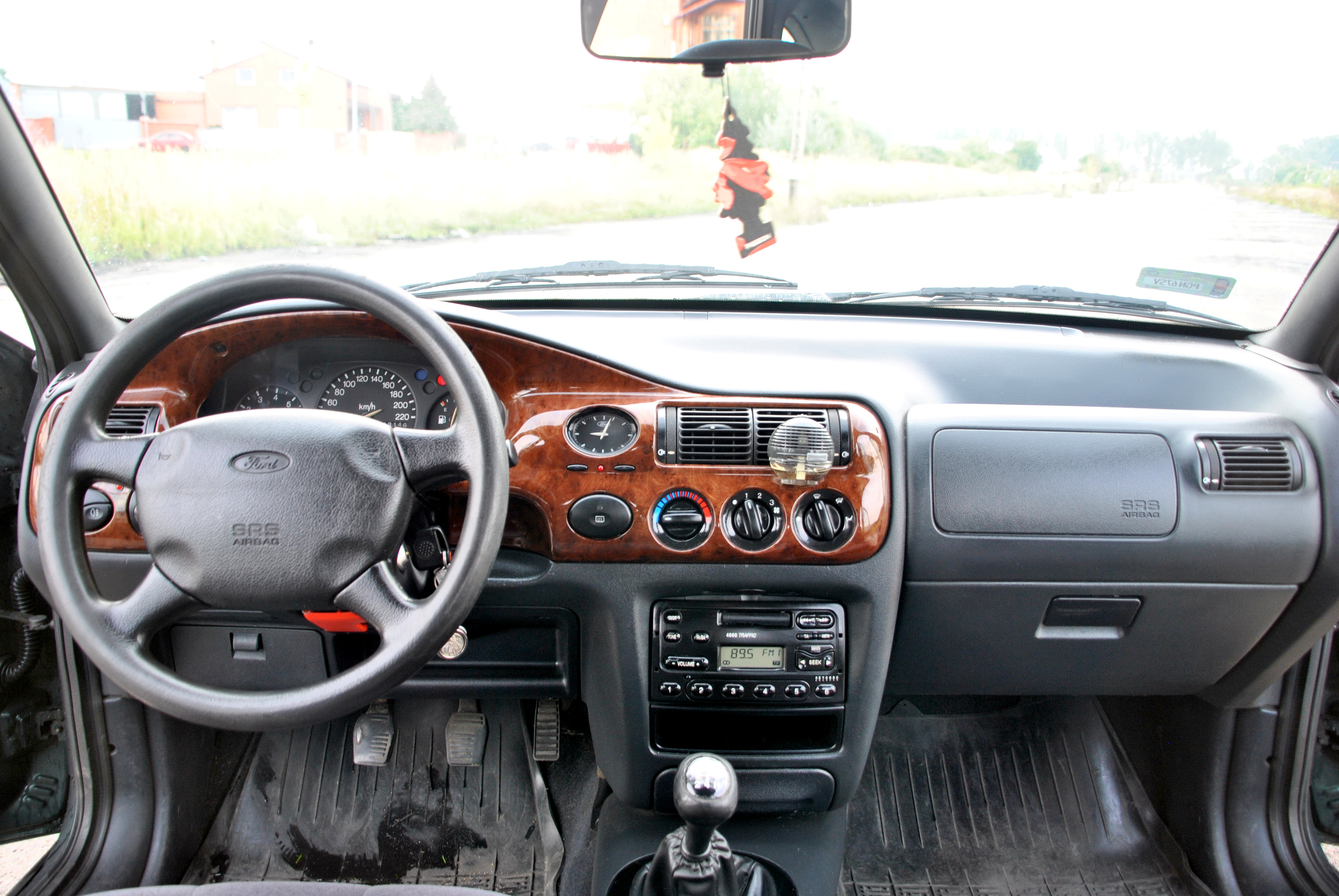
Egy Ghia felszereltségű változat belseje
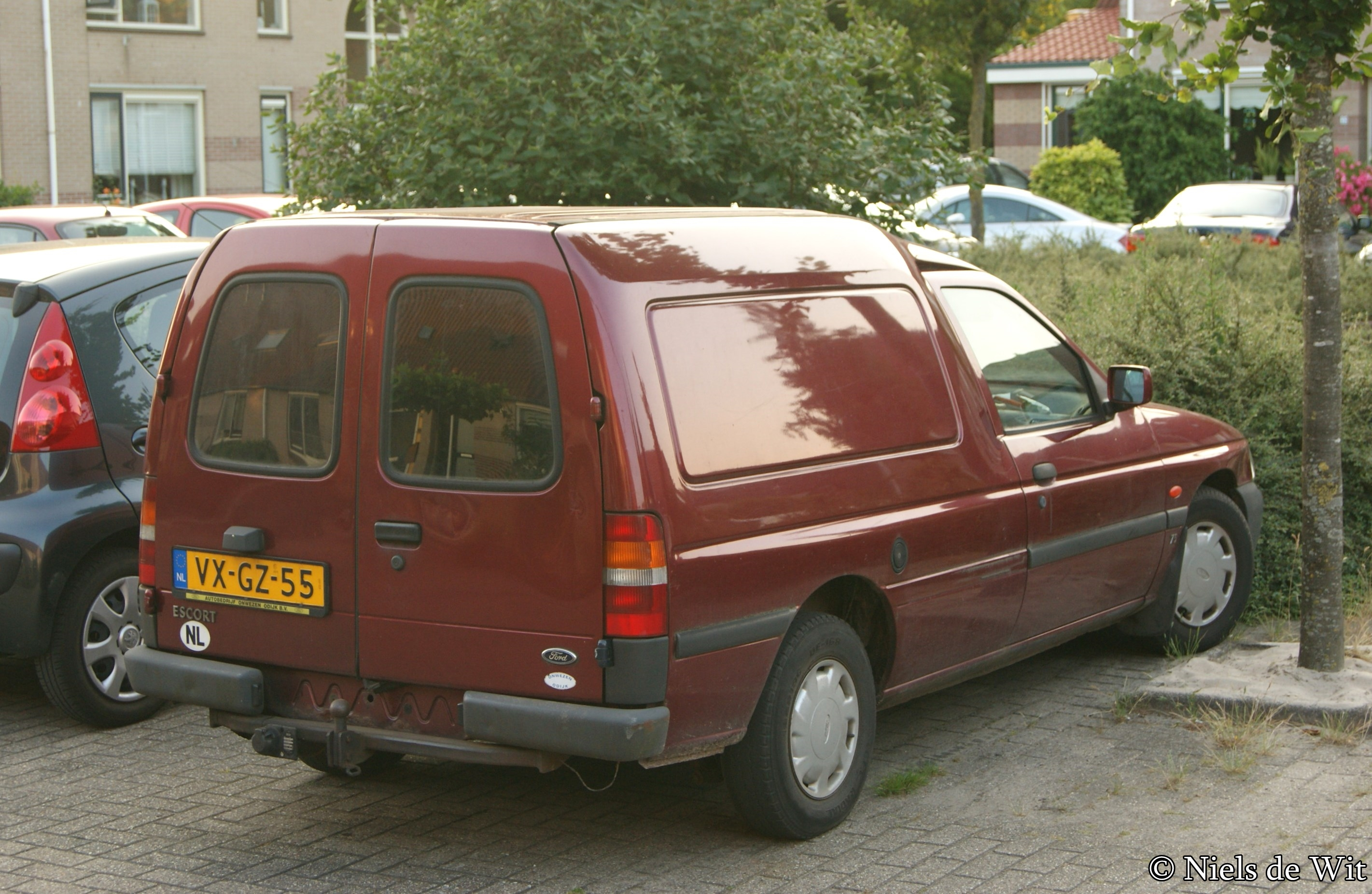
1998-as kisáruszállító változat
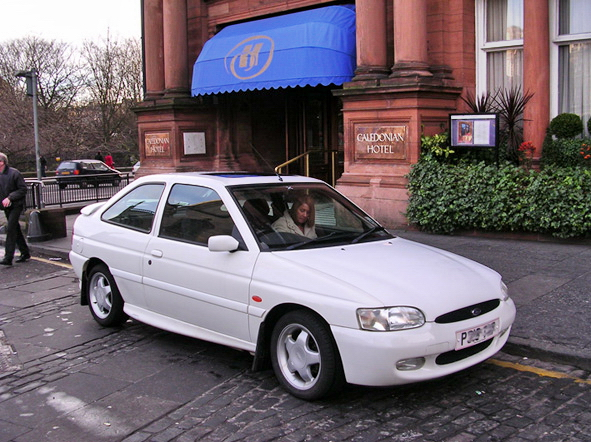
RS200 változat, melyet 1996 nyaráig gyártottak

## Ajánlott olvasmányok
- Oswald, Werner. Deutsche Autos 1945–1990, Band (vol) 3 (german nyelven). Motorbuch Verlag (2003). ISBN 3-613-02116-1
- 24. IsraelMotorIndustry.org: Ford Escort in Israel

## Külső hivatkozások
- Magyar Ford Escort klub
- Ford Escort vételi tanácsadó